# Simbabwe
Simbabwe (deutsch üblicherweise [zɪmˈbaːpvə] ausgesprochen; lokale Sprachen und englisch Zimbabwe [zɪmˈbɑːbweɪ]; übersetzt „Steinhäuser“ in der Sprache der Shona) ist ein Binnenstaat im Südlichen Afrika, der als ehemalige britische Kronkolonie Südrhodesien sowie als Sezessionsterritorium kurzzeitig Rhodesien und Simbabwe-Rhodesien hieß.
Der Name Simbabwe geht auf die heute Groß-Simbabwe genannte Ruinenstätte zurück, die größten vorkolonialen Steinbauten im Südlichen Afrika. Darüber hinaus ist Simbabwe auch für das UNESCO-Weltnaturerbe der Victoria-Wasserfälle international bekannt.
Seit der Unabhängigkeit 1980 regiert die ehemalige Unabhängigkeitsbewegung ZANU-PF das Land diktatorisch als Einparteiensystem.

## Geografie
Simbabwe liegt zwischen den Breitengraden 15° und 23° Süd und den Längengraden 25° und 34° Ost und hat als Binnenstaat keinen eigenen Zugang zum Meer.
Es grenzt an Südafrika (225 km), an Botswana (831 km), Sambia (797 km, ehemals Nordrhodesien) und an Mosambik (1231 km). Der Sambesi bildet die nördliche Grenze zu Sambia, und der Limpopo die südliche zu Südafrika.
Simbabwe hat eine Fläche von 390.757 km², wovon 3910 km² Wasser sind. Die Gesamtfläche des Landes entspricht ungefähr der Fläche von Deutschland und Belgien oder der halben Fläche der Türkei. Der höchste Berg, der 2592 m hohe Inyangani, liegt im östlichen Hochland im Nyanga-Nationalpark nördlich von Mutare.

### Klima

Die Klimazonen Simbabwes nach Köppen-Geiger

Simbabwe hat ein subtropisches bis tropisches Klima mit feuchten, teilweise schwül-heißen Sommern (bis über 35 °C) und winterlichen Trockenzeiten mit angenehmer Wärme (um 25 °C). In den höheren Lagen, die den größten Teil des Landes ausmachen, ist die sommerliche Hitze gemäßigt (25 bis 30 °C) und im Winter gibt es ab und zu gemäßigte Nachtfröste (bis −5 °C). Die Regenzeit dauert von November bis März, wobei über 90 % der jährlichen Niederschläge fallen, die im Schnitt 1000 mm betragen. In der Hauptstadt Harare liegt die durchschnittliche Temperatur bei 20 °C, sonst bei 19 bis 22 °C.
Zu den Auswirkungen des Klimawandels in Simbabwe gehört der Rückgang des Niederschlags um 5 % im 20. Jahrhundert (bis 2017); daneben ist ein unbeständigerer Regen zu unterschiedlichen Zeiten und an anderen Orten sowie eine Zunahme von Dürren und Hitzeperioden zu verzeichnen. In einigen Jahren, wie etwa 2007/2008, kam es zu ungewöhnlich hohen Niederschlägen, die Todesopfer forderten und Ernten bedrohten. 2015/2016 kam es zu einer schweren Dürrekatastrophe.

### Flüsse

Die wichtigsten Flüsse Simbabwes mit ihren Einzugsgebieten

Simbabwe wird hydrologisch durch die von Südwest nach Nordost verlaufende Ovambo-Kalahari-Simbabwe-Verwerfung (OKZ Axis) als zentrale Wasserscheide (Central Zimbabwe Watershed) grob in zwei Hälften geteilt. Das Einzugsgebiet des Sambesi im Norden ist mit gut 50 Prozent das wichtigste. Der Süden entwässert teils in den Limpopo und teils in den Save. Im äußersten Osten sind kleine Gebiete, die in den Búzi und den Pungwe entwässern und ein kleiner Teil im Westen, der über den Nata in die Makgadikgadi-Salzpfannen abfließt.
Die Eastern Highlands bilden mit dem Inyangani das „Wasserschloss“ des Landes. Mehrere Flüsse haben in diesem Gebiet ihre Quellen.

### Umwelt
Bekannte Nationalparks in Simbabwe sind der Hwange National Park, der Mana-Pools-Nationalpark und der Victoria Falls National Park.

### Flora und Fauna
Das Land ist fast durchweg von Trockensavanne bedeckt, dominierend sind Miombo- und Mopane-Wälder. Häufig anzutreffen sind außerdem Affenbrot- und Leberwurstbaum sowie Schirmakazien. Das Gras der Savanne ist in der Trockenzeit braun und verdorrt, erreicht zum Ende der Regenzeit eine Höhe von bis zu zwei Metern und ist Nahrungsgrundlage für zahlreiche Tierarten.

### Humangeografie

#### Provinzen

Provinzen in Simbabwe

Distrikte von Simbabwe (2018)

Simbabwe gliedert sich in acht Provinzen und zwei Metropolregionen mit Provinzstatus (Greater Harare – zur Provinz gehören auch zwei angrenzende Städte – und Bulawayo). Die Provinzen teilen sich in 91 Distrikte und 1965 Wards. Letztere bestehen wiederum meist aus mehreren Ortschaften. Die Einwohnerzahlen in der folgenden Tabelle beziehen sich auf die Volkszählung 2022.
| Nr.                                         | Verwaltungseinheit  | Fläche in km² | Einwohner insgesamt | Einwohner je km² |
| ------------------------------------------- | ------------------- | ------------- | ------------------- | ---------------- |
| 1                                           | Bulawayo Province   | 0.0479        | 0.0665.952          | 1.390            |
| 2                                           | Harare Province     | 0.0872        | 02.427.231          | 2.783            |
| 3                                           | Manicaland          | 036.459       | 02.037.703          | 0.056            |
| 4                                           | Mashonaland Central | 028.437       | 01.384.891          | 0.049            |
| 5                                           | Mashonaland East    | 032.230       | 01.731.173          | 0.054            |
| 6                                           | Mashonaland West    | 057.441       | 01.893.584          | 0.033            |
| 7                                           | Masvingo            | 056.566       | 01.638.528          | 0.029            |
| 8                                           | Matabeleland North  | 075.025       | 0.0827.645          | 0.011            |
| 9                                           | Matabeleland South  | 054.172       | 0.0760.345          | 0.014            |
| 10                                          | Midlands            | 049.166       | 01.811.905          | 0.037            |
| Simbabwe gesamt                             | Simbabwe gesamt     | 390.757       | 15.178.957          | 0.039            |
| Quelle: Zimbabwe National Statistics Agency |                     |               |                     |                  |

#### Distrikte
Insgesamt gibt es 91 Distrikte (61 ländliche und 30 städtische), die wiederum in Wards (etwa: „Gemeinden“) aufgeteilt sind (Stand 2022).

#### Städte
Im Jahr 2023 lebten 33 Prozent der Einwohner Simbabwes in Städten. Die größten Städte (Einwohnerzahlen gemäß Volkszählung 2012) sind Harare (1.485.231), Bulawayo (653.337), Chitungwiza (356.840), Mutare (187.621), Epworth (167.462) und Gweru (157.865).

## Bevölkerung

### Demografie
Simbabwe hatte 2023 16,3 Millionen Einwohner. Das jährliche Bevölkerungswachstum betrug + 1,7 %. Zum Bevölkerungswachstum trug ein Geburtenüberschuss (Geburtenziffer: 30,1 pro 1000 Einwohner vs. Sterbeziffer: 8,9 pro 1000 Einwohner) bei. Die Anzahl der Geburten pro Frau lag 2022 statistisch bei 3,4, die der Region Ost- und Süd-Afrika betrug 4,3. Die Lebenserwartung der Einwohner Simbabwes ab der Geburt lag 2022 bei 59,4 Jahren. Der Median des Alters der Bevölkerung lag im Jahr 2021 bei 18,1 Jahren. Im Jahr 2023 waren 41,3 Prozent der Bevölkerung unter 15 Jahre, während der Anteil der über 64-Jährigen 3,6 Prozent der Bevölkerung betrug.

### Bevölkerungsstruktur
Mehr als 75 % der simbabwischen Bevölkerung gehören dem Volk der Shona an, die hauptsächlich im nordöstlichen Teil des Landes leben. Die zweitgrößte Gruppe der Ndebele (18 %) leben größtenteils im südwestlichen Matabeleland. Außerdem gibt es die Chewa (6 %) und mehrere kleinere Ethnien mit lokal begrenztem Siedlungsraum wie die Tonga am Sambesi sowie die Tsonga und die Venda im Grenzgebiet zu Südafrika.
Mit Beginn der britischen Kolonialherrschaft im 19. Jahrhundert wanderten vermehrt weiße Händler und Farmer aus Großbritannien und Südafrika ein, die Mitte des 20. Jahrhunderts mit einer Viertelmillion knapp 5 % der Gesamtbevölkerung stellten. Im Zuge der Unabhängigkeit und der Umsetzung der Landreform ging deren Zahl jedoch wieder zurück. Darüber hinaus gibt es eine Bevölkerungsgruppe, Coloureds genannt, die aus Verbindungen von Weißen mit der einheimischen schwarzen Bevölkerung hervorging oder Nachfahren von Einwanderern aus Südafrika sind. Ferner gehört eine kleine Minderheit mit familiären Wurzeln im indischen Subkontinent zu Simbabwes Bevölkerung. Insgesamt trugen um 2002 die Einwohner nichtafrikanischer Herkunft bzw. Abstammung mit etwas über 2 Prozent zur Gesamtbevölkerung bei, von denen die meisten im Land geboren worden sind.
Im Jahre 2017 waren 2,4 % der Bevölkerung im Ausland geboren. Die meisten Einwanderer kamen aus Malawi (110.000), Mosambik (90.000) und Sambia (30.000).

### Religion
90 bis 95 % der Bevölkerung sind Christen und 62 % besuchen regelmäßig den Gottesdienst. Die größten christlichen Gemeinden sind die anglikanische, römisch-katholische und methodistische Kirche. Wie in den meisten anderen ehemaligen europäischen Kolonien mischen sich Reste lokaler Religionen aus der Zeit vor der Christianisierung in den christlichen Glauben. Daneben und teilweise mit christlichen Glaubensinhalten vermischt gibt es traditionelle afrikanische Vorstellungen wie Ahnenkult, Besessenheitskulte wie Mashawe und Heilserwartungen.
Etwa 50.000 Simbabwer und 20.000 Menschen in den Nachbarländern verehren den Himmelsgott Mwari. Über den Monotheismus hinaus hatten diese Lemba seit jeher noch weitere Vorstellungen und Riten mit dem Judentum gemeinsam.
Weniger als 1 % der Bevölkerung sind Muslime.

### Sprachen
Mit Änderung der Verfassung 2013 hat Simbabwe 16 gleichberechtigte Amtssprachen: Chewa, Chibarwe, Englisch, Kalanga, Khoisan, Nambya, Ndau, Nord-Ndebele, Shangani, Shona, Sotho, Tonga, Tswana, Venda, Xhosa und die Gebärdensprache.

### Gesundheit
Die Gesundheitsausgaben des Landes betrugen im Jahr 2021 2,8 % des Bruttoinlandsprodukts. Im Jahr 2018 praktizierten in Simbabwe 2 Ärzte je 10.000 Einwohner. Die Sterblichkeit bei unter 5-jährigen betrug 2022 47,7 pro 1000 Lebendgeburten. Die Lebenserwartung der Einwohner Simbabwes ab der Geburt lag 2022 bei 59,4 Jahren (Frauen: 62,1, Männer: 56,4). Die Lebenserwartung stieg von 44,7 Jahren im Jahr 2000 bis 2022 um 33 %.
Weltweit gehört Simbabwe zu den von HIV und AIDS am stärksten betroffenen Ländern. Rund ein Siebtel der erwachsenen Bevölkerung ist nach offiziellen Angaben von der Krankheit betroffen. Die Rate der HIV-Infizierten konnte jedoch von Mitte der 1990er Jahre bis 2017 halbiert werden. Fast 80 % aller mit HIV infizierten Jugendlichen sind Frauen. Eine spezifische soziale Randgruppe sind die sogenannten AIDS-Waisen.

## Geschichte

### Vorkoloniale Geschichte

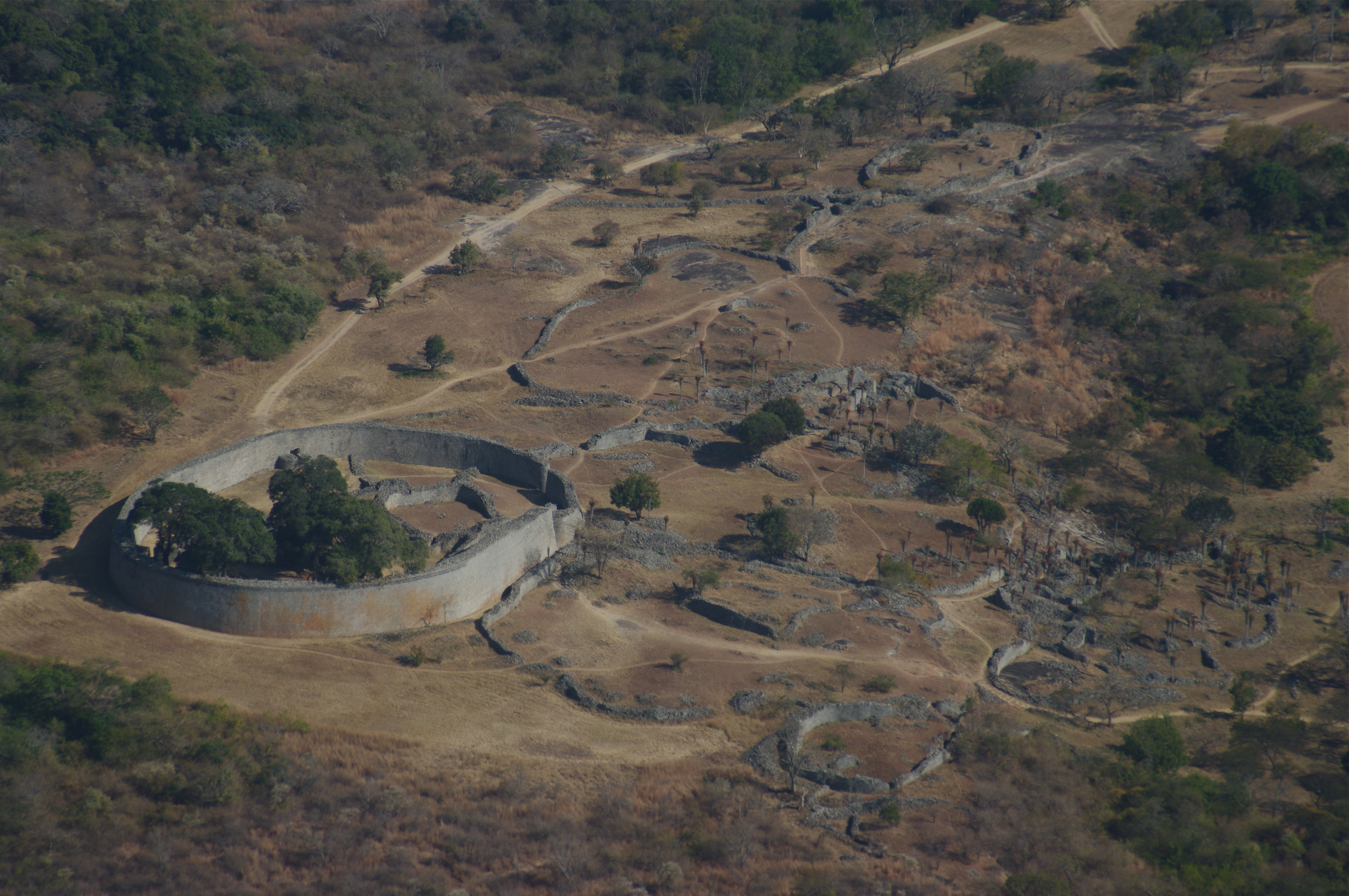
Luftaufnahme von Groß-Simbabwe

Vor etwa 2000 Jahren (Eisenzeit) begannen Völker der Bantu in dieses Gebiet zu migrieren. Dies schließt auch die Vorfahren der Shona mit ein, die heute mit circa 76 % den größten Teil der Bevölkerung stellen. Zur Zeit des europäischen Mittelalters schufen hier Bantu, Vorfahren der heutigen Shona, eine Zivilisation, deren bedeutendstes Zeugnis die Ruinen von Groß-Simbabwe sind. Wichtige Quelle des Reichtums war der Handel mit der ostafrikanischen Küste, wo seit dem frühen 10. Jahrhundert regelmäßig muslimische Handelsleute verkehrten, alsbald auch Niederlassungen gründeten. Von deren Swahili-Kultur unterschied sich die Simbabwe-Kultur dabei deutlich. Mitte des 15. Jahrhunderts verlagerten sich die Zentren der Simbabwe-Kultur, und an der Küste wurden die Swahili-Händler immer mehr von Portugiesen verdrängt, die auch schon einen – vergeblichen – Versuch unternahmen, einen Teil des Landes zu erobern. 1837 wurden die Shona-Staaten von den Ndebele unterworfen, die im Zuge der Mfecane aus dem heutigen Südafrika nach Norden gewandert waren.

### Koloniale Herrschaft

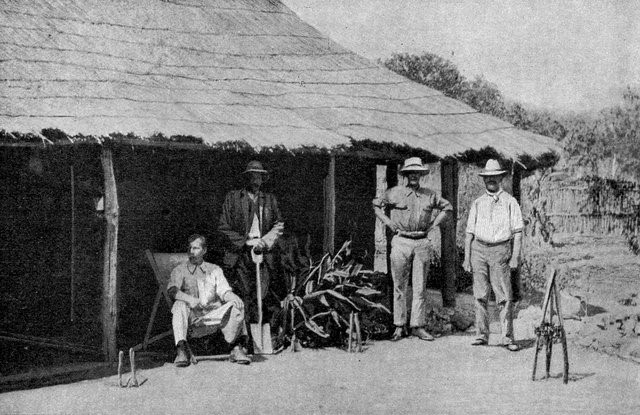
Koloniale Siedler,1922

Ab 1893 erwarb Cecil Rhodes das Ndebeleland und überließ die Förderung der Bodenschätze, das fruchtbare Land und die Nutzung der Arbeitskraft der Einheimischen nach blutigen Eroberungskriegen den britischen Einwanderern. Nach ihm benannt, entstand im Binnenland des südlichen Afrika die Kolonie Rhodesien, die 1911 in Nordrhodesien (heute Sambia) und Südrhodesien, das heutige Simbabwe, geteilt wurde. Dieser durch sein mildes Klima begünstigte Teil wurde 1922 zur Siedlungskolonie. Mit dem Landgesetz von 1930 verfügte die britische Kolonialverwaltung, dass der Landbesitz, insbesondere in den fruchtbarsten Regionen des Landes, ausschließlich den weißen Kolonisten vorbehalten war. An den Wahlen von 1930 durften Männer und Frauen teilnehmen. Da aber das aktive und passive Stimmrecht an Bildungskriterien und finanzielle Voraussetzungen, nämlich an das Zahlen von Einkommensteuer oder an Grundbesitz, gebunden war, stimmten weniger als 2000 weibliche und männliche Schwarzafrikaner ab. Die Landwirtschaft der afrikanischen Ureinwohner wurde in unfruchtbare Regionen verdrängt. Wer aus dem Mutterland einwandern durfte, bestimmte die koloniale Selbstverwaltung. Europäische Flüchtlinge waren unerwünscht, sodass eine hierdurch mögliche Aufstockung der weißen Bevölkerung nach 1945 ausblieb.
Vom 1. August 1953 bis zum 31. Dezember 1963 war das Gebiet von Südrhodesien zusammen mit Nordrhodesien und Njassaland (heute Malawi) Teil der Föderation von Rhodesien und Njassaland. Damals wurde das Wahlrecht in Simbabwe erstmals auf schwarze Frauen ausgeweitet. Vor 1957 konnten nur Männer und europäische Frauen wählen. Ab 1957 wurde verheirateten schwarzen Frauen ein eingeschränktes Frauenwahlrecht zugestanden und nach und nach erweitert. Es gab für die Registrierung zur Wahl eine spezielle Liste für schwarze Frauen, in die diese unter bestimmten Voraussetzungen (Bildung, Vermögen) aufgenommen wurden.
Die Frauen wurden wahlrechtlich so behandelt wie ihre Männer; bei Mehrfachehen galt dieses Privileg aber nur für die erste Frau. Ehefrauen mussten die englische Sprache lesen und schreiben und einen Schulbesuch nachweisen können. Um für eine Wahl registriert werden zu können, musste eine Person eine der vier folgenden Anforderungen erfüllen: Jahreseinkommen von mindestens 720 £ oder Grundbesitz von mindestens 1500 £; Jahreseinkommen von 3480 £ sowie Grundbesitz im Wert von 1000 £ plus eine abgeschlossene Primarbildung, die die vorgeschriebenen Standards erfüllte; religiöse Führerschaft, nachdem die Person eine bestimmte Ausbildung durchlaufen hatte, eine gewisse Amtszeit nachweisen konnte und nur, wenn kein anderer Beruf ausgeübt wurde; politische Führer (chiefs) nach gesetzlichen Maßgaben. Diese komplexen Voraussetzungen für die Gewährung des Wahlrechts wurden in die Verfassung von 1961 aufgenommen. Der Schwarzen Bevölkerung wurden 15 reservierte Parlamentssitze zugestanden. Etwa 50 000 Schwarze konnten damals eine beschränkte politische Macht ausüben.
Nach der Auflösung der Föderation von Rhodesien und Njassaland blieb Südrhodesien bis 1965 eine britische Kolonie.

### Einseitig erklärte Unabhängigkeit
Während im benachbarten Nordrhodesien und Njassaland schwarze Mehrheitsregierungen die Macht ergriffen, erklärte – stark ermutigt von der an einer Apartheidpolitik interessierten südafrikanischen Regierung – eine weiße Minderheitsregierung unter Ian Smith am 11. November 1965 einseitig die Unabhängigkeit als „Rhodesien“, das zunächst innerhalb der Monarchie unter der Krone verblieb. Die britische Regierung hatte sich den Unabhängigkeitsbestrebungen wegen der unzureichenden politischen Beteiligungsmöglichkeiten der schwarzen Mehrheitsbevölkerung in der Kronkolonie entgegengesetzt und erklärte demzufolge diesen Schritt für illegal. Der 1963 gegründete Geheimdienst Central Intelligence Organisation, dem bis heute die Verfolgung von Oppositionellen vorgeworfen wird, wurde beibehalten. Die 1965 erklärte Unabhängigkeit wurde außer von Südafrika von keinem anderen Staat anerkannt.
1969 wurde eine neue Verfassung vorgestellt. Diese beschnitt die Rolle der schwarzen Wählerschaft, vor allem die der Frauen, denn die Hälfte der für Schwarze reservierten Sitze wurde durch ein von Männern besetztes Wahlmännergremium vergeben. Erst 1978 wurde das allgemeine aktive und passive Frauenwahlrecht eingeführt.
(Süd-)Rhodesien war entsprechend der Entwicklung in den anderen britischen Siedlungskolonien formal eine parlamentarische Demokratie, in der jedoch der schwarzen Bevölkerungsmehrheit erst 1978 vergleichbare politische Teilnahmerechte gewährt wurden. An der Spitze der Regierung stand ein Premierminister. Staatsoberhaupt war zunächst nach der einseitigen Erklärung der Unabhängigkeit am 11. November 1965 weiterhin die britische Königin, vertreten durch einen Officer Administering the Government of Rhodesia, ab Inkrafttreten der republikanischen Verfassung am 2. März 1970 ein Präsident.

### Unabhängigkeit (seit 1980)

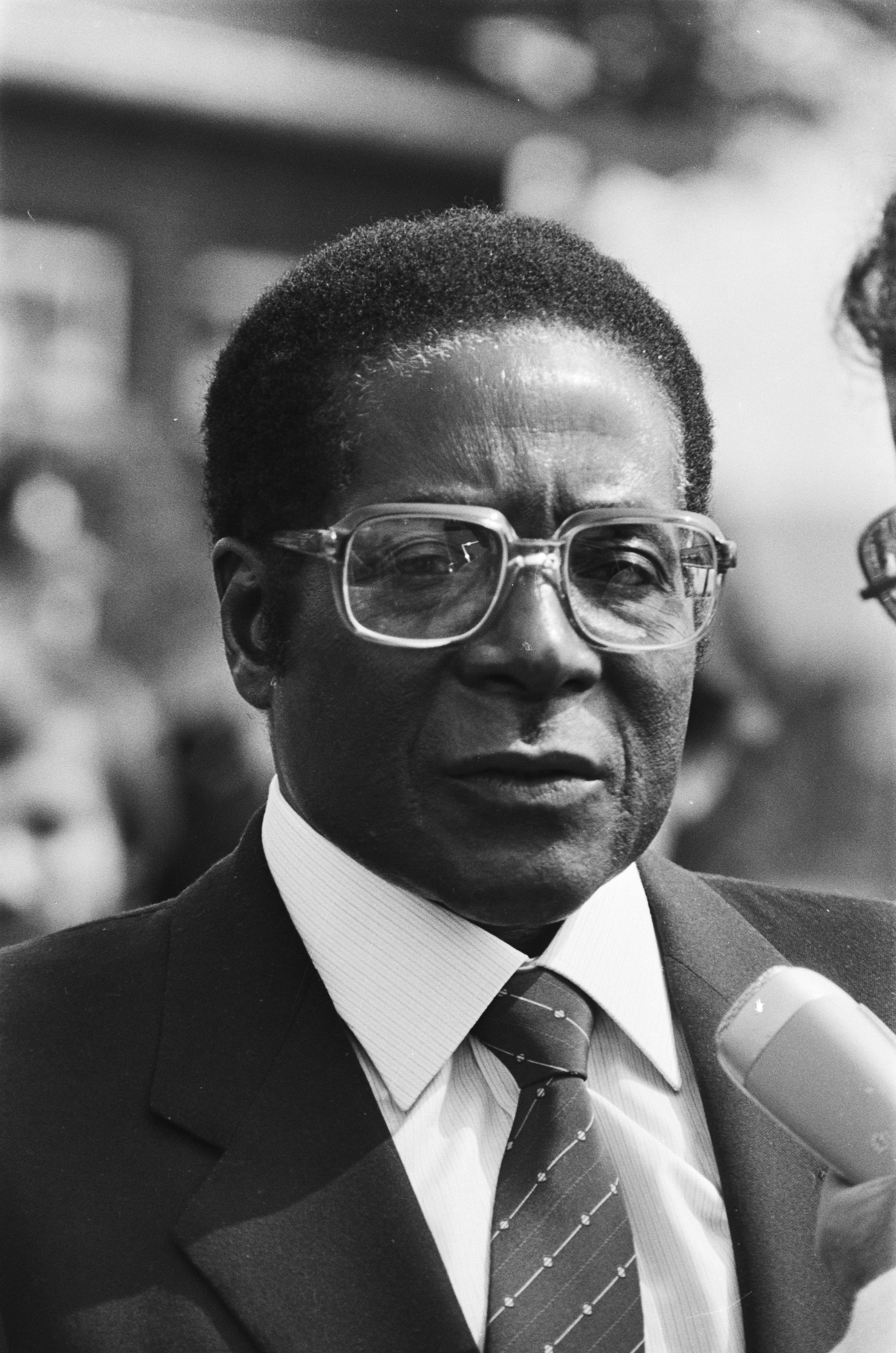
Robert Mugabe als Premierminister (1982)

Am 18. April 1980 erlangte das Land als Simbabwe auf der Grundlage des zuvor zwischen den verschiedenen Parteien ausgearbeiteten Lancaster-House-Abkommen die international anerkannte Unabhängigkeit. Das Lancaster-House-Abkommen vom 21. Dezember 1979 umfasste unter anderem eine vorübergehende Rückkehr unter die britische Herrschaft (Gouverneur: Lord Christopher Soames), eine neue, parlamentarische Verfassung sowie mehrere, auf sieben bis zehn Jahre ausgelegte Garantien für die weiße Minderheit, u. a. die Reservierung von 20 % der Parlamentssitze ausschließlich für Weiße. Noch im Unabhängigkeitsjahr, am 25. August, wurde das Land in die Vereinten Nationen (UNO) aufgenommen.

#### Beginn der Präsidentschaft Mugabes
Die parlamentarische Regierungsform wurde nach 1980 zunächst beibehalten; Präsident war Canaan Banana, Regierungschef Robert Mugabe. Die Legislative bestand aus dem House of Assembly mit 100 auf fünf Jahre gewählten Abgeordneten, von denen 20 Mandate bis 1987 für die weiße Bevölkerungsminderheit reserviert waren, und dem bis 1989 bestehenden Senat, dessen 40 Mitglieder mehrheitlich vom House of Assembly gewählt und ein kleinerer Teil von den Stammeshäuptlingen nominiert und vom Präsidenten ernannt wurden. Auch hier waren bis 1987 20 % der Mandate der weißen Minderheit vorbehalten. Mit den Jahren begann Mugabe das Land zunehmend autokratisch und diktatorisch zu führen, auch mit Hilfe des von der Vorgängerregierung übernommenen Geheimdienstes Central Intelligence Organisation. Zum Jahreswechsel 1987/1988 wurden in Simbabwe Verfassungsänderungen eingeleitet, die nach Ansicht von Beobachtern auf längere Sicht auf die Bildung eines sozialistisch orientierten Einparteienstaates abzielten. Simbabwe wurde in eine Präsidialrepublik umgewandelt, die Position des Premierministers wurde abgeschafft; der Amtsinhaber wurde Staatspräsident mit den Befugnissen eines Regierungschefs.
Nach Amtsantritt 1980 förderte die Regierung Mugabe Kleinbauern und startete mehrere Regierungsprogramme, unter anderem im Gesundheits- und Bildungsbereich. Die Wirtschaftsleistung der Kleinbauern nahm zu (3,6 % Wachstum pro Jahr). Erfolge wurden auch bei den anderen Programmen erzielt und soziale Indikatoren verbesserten sich enorm. So sank z. B. der Anteil der Kinder mit Mangelernährung von 22 % (1980) auf 12 % (1990).
In den 1980er Jahren fand der Gukurahundi statt, bei dem mehr als 10.000 Ndebele-Zivilisten von der simbabwischen Armee getötet wurden.
Die Lebenserwartung stieg zwischen 1980 und 1990 deutlich, die Kindersterblichkeit ging von 86 Promille auf 49 zurück. Problematisch blieb in Bezug auf die Arbeitslosigkeit die Wirkung des hohen Bevölkerungswachstums, wenngleich sich die Anzahl der Beschäftigten von 1980 bis 1991 um über 20 % erhöhte. Das durchschnittliche Wirtschaftswachstum pro Jahr von 1980 bis 1989 betrug 4,5 % des BIP (unter der Vorgängerregierung 1966–1979: 3,8 %).

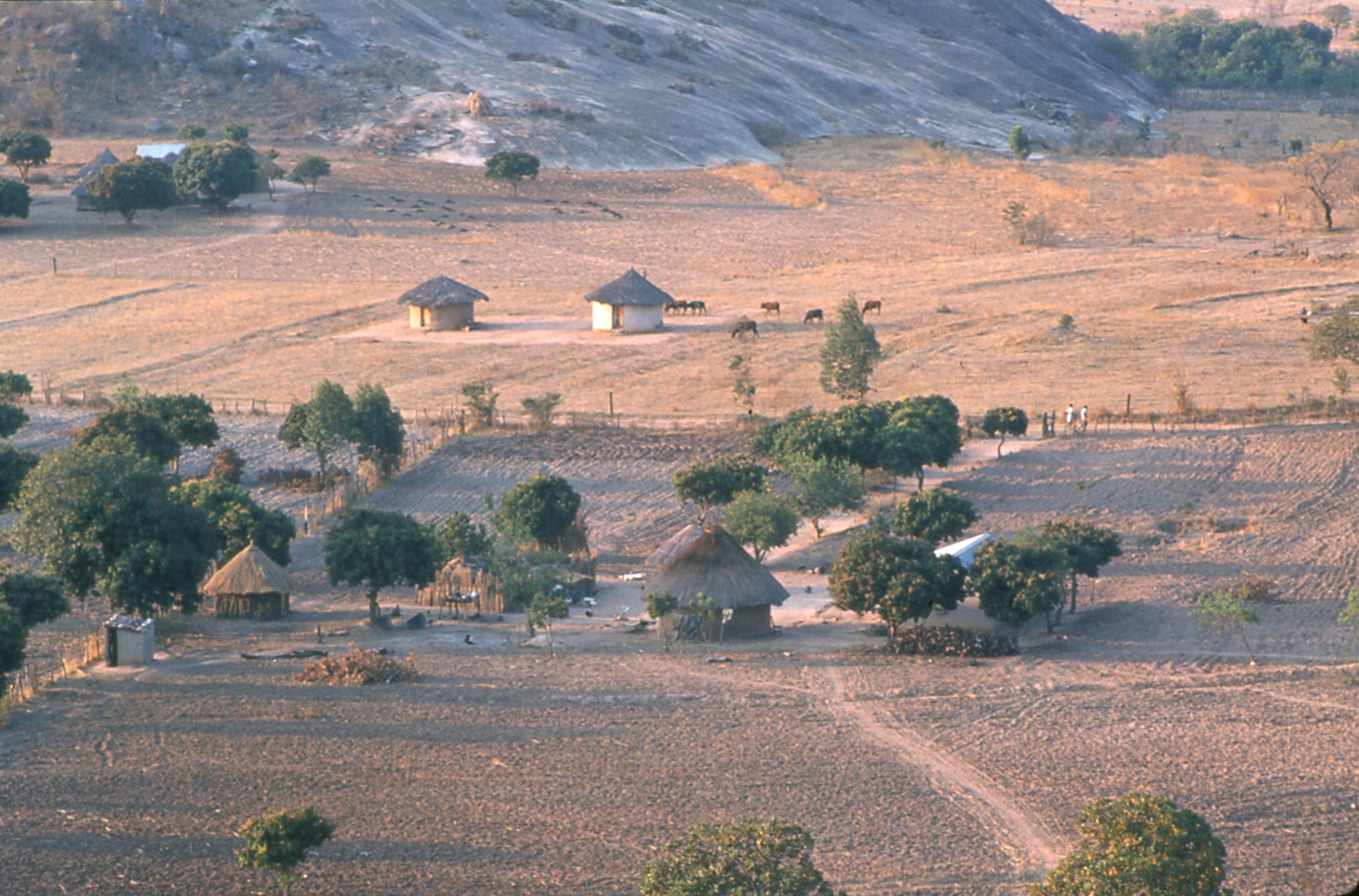
Shona-Gehöfte bei Murewa

Seit 1990 wird der Präsident in direkten Wahlen für eine Amtszeit von sechs Jahren gewählt. Ab 1991 veränderte die Regierung unter Mugabe im Rahmen eines Strukturanpassungsprogramms der Weltbank und des Internationalen Währungsfonds ihren wirtschaftspolitischen Kurs deutlich hin zu einer Liberalisierung und Deregulierung der Märkte. Die Begründung für die Politik bildete das Anstreben von mehr Auslandsinvestitionen durch internationale Unternehmen. Die Regierungsprogramme wurden mit einem Austeritätsprogramm deutlich gekürzt. Die Weltbank nahm in ihrem Bericht von 1995 zu den Wirkungen selbst kritisch Stellung: „Große Teile der Bevölkerung, darunter viele Kleinbauern und Kleinbetriebe, fanden sich in einer gefährdeten Position mit eingeschränkten Möglichkeiten, auf die neuen Marktbedingungen zu antworten.“ Als Grund gab der Bericht den mangelnden Zugang zu natürlichen, technischen und finanziellen Ressourcen sowie die Schrumpfung der öffentlichen Dienstleistungen für die Bevölkerung an. Auch die Anzahl der Beschäftigten ging deutlich zurück und die Wirtschaft stagnierte. Lediglich das Bildungssystem blieb auf einem für Entwicklungsländer hohen Niveau.
Als Mugabes Verfassungsentwurf 2000 in einem Referendum von der Mehrheit der Bevölkerung abgelehnt wurde, sahen die Politiker der ZANU-PF ihre Macht zum ersten Mal seit der Unabhängigkeit ernsthaft bedroht. Die Regierung reagierte mit Angriffen und Repressionen gegen zahlreiche Organisationen, von Oppositionsparteien über Verbände und Gewerkschaften bis hin zu den Landarbeitern.

#### Landreform
Die Landreform zur Umverteilung des Agrarlandes von den weißen Nachfahren der kolonialen Siedler zur schwarzen Bevölkerung wurde in den ersten Jahren der Unabhängigkeit aufgrund einer Klausel im Lancaster-House-Abkommen erschwert. Demnach durften Agrarflächen nur enteignet werden, wenn die Eigentümer bereit waren, das Land zu verkaufen, obwohl das Land während der Kolonialzeit gewaltsam angeeignet worden war. Dieser Versuch der Landreform auf Basis des „Willing Seller, Willing Buyer“-Prinzips gilt weitgehend als gescheitert, da nur wenige Farmer ihr Land verkaufen wollten und in den ersten zehn Jahren nur 3 Millionen von ursprünglich geplanten 8 Millionen umverteilt wurden.
Im Jahr 2000 wurde die Landreform schließlich gewaltsam durchgeführt. In mehreren Schritten hat Präsident Robert Mugabe seit dem Jahr 2000 rund elf Millionen Hektar Land der weißen Farmer enteignet und neu verteilt – offiziell an rund 300.000 Kleinbauern, während die Weißen nach dem sogenannten Land Acquisition Act für die Besitztümer auf dem Land entschädigt werden sollten. Viele Höfe gingen jedoch ohne eine Entschädigungszahlung an Politiker von Mugabes Regierungspartei ZANU-PF. Viele weiße Siedler flüchteten, wurden vertrieben oder ermordet, Vieh und Maschinen der Farmen wurden geplündert. Durch diese Art der „Landreform“ verwandelte sich der einstige „Brotkorb“ Afrikas in ein von Hungersnöten und Unterernährung geplagtes, dauerhaft von Lebensmitteleinfuhren abhängiges Land. Dadurch bedingt leiden zudem große Teile der Bevölkerung unter Arbeitslosigkeit; die Geldwirtschaft wird durch eine galoppierende Inflation beeinträchtigt. Handelnder Güterverkehr ist weitgehend nur noch durch Tauschgeschäfte möglich, der allgemeine Versorgungsgrad ist auf Subsistenzniveau gesunken. 2005 wurde als zweite Kammer der Legislative der Senat wiedereingeführt. Die Mitglieder der Oppositionsparteien – vor allem Anhänger des Movement for Democratic Change (MDC) – und andere regierungskritische Personenkreise wurden zunehmend eingeschüchtert und mitunter getötet. So konnte die Regierung ihren unmittelbaren Einfluss auf die übrige Landbevölkerung wieder verstärken und die Arbeiter dem (politischen) Einfluss der Opposition, vornehmlich des MDC, entziehen. Da die MDC dennoch weiter an Popularität gewann, etablierte die Regierung unter Robert Mugabe eine konsequente Diktatur. So wurden Justiz und Medien gleichgeschaltet, Meinungs- und Versammlungsfreiheit dramatisch eingeschränkt und massive Maßnahmen gegen politisch Andersdenkende ergriffen.
Nach Einschätzung der wenigen zugelassenen unabhängigen Wahlbeobachter waren konsequenterweise sowohl die Ergebnisse der letzten beiden Parlamentswahlen als auch die der Präsidentschaftswahl 2002 in erheblichem Umfang gefälscht. Auch die folgende Zerstörung von ärmeren Stadtvierteln („Operation Murambatsvina“) mit hoher MDC-Wählerschaft schlug international Wellen. Die Umstände der Wahl führten noch im selben Jahr zur Suspendierung Simbabwes aus dem Commonwealth of Nations. Mugabes konsequentes Missachten der internationalen Kritik führte zur Isolierung des diktatorischen Regimes, was – durch die Unzufriedenheit der Bevölkerung verstärkt – die Wirtschaft Simbabwes an den Rand des Zusammenbruchs brachte.

#### Koalition zwischen ZANU-PF und MDC (2009–2013)

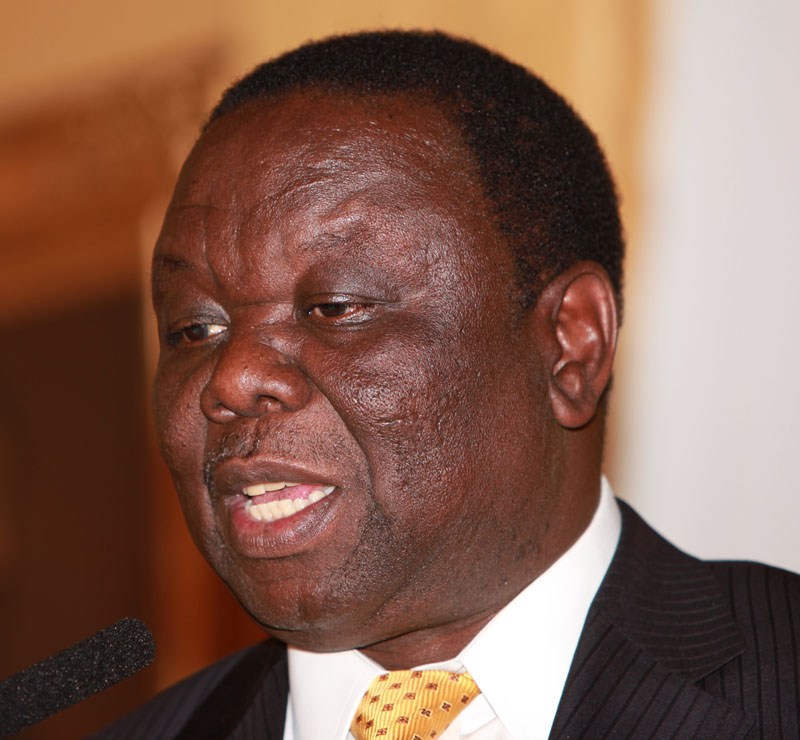
Morgan Tsvangirai (2009)

Bei der Präsidentschaftswahl am 29. März 2008 kandidierte der zu diesem Zeitpunkt 84-Jährige Mugabe für eine sechste Amtszeit. Neben dem ehemaligen Finanzminister Simba Makoni trat auch der Oppositionsführer Morgan Tsvangirai von der MDC bei den Wahlen an. Gleichzeitig mit dem Präsidenten wurden die Parlamente neu gewählt. Da Umfragen einen Sieg der Opposition vorausgesagt hatten, stand die Wahl auch im internationalen Blickfeld, doch wurden nur wenige Wahlbeobachter zugelassen. Nach Verzögerungen bei der Stimmauszählung rief sich die Opposition vorzeitig zum Wahlsieger aus. Erste Hochrechnungen vom 2. April sagten einen Sieg der MDC sowie die absolute Mehrheit ihres Präsidentschaftskandidaten voraus. Nach den offiziellen Wahlergebnissen aus Harare konnte jedoch keiner der beiden Kandidaten eine absolute Mehrheit erlangen. Tsvangirai wollte zur Stichwahl gegen Mugabe antreten, zog aber, infolge von fortgesetzten, massiven Repressionen und Gewaltakten gegen MDC-Mitglieder durch das Mugabe-Regime, seine Kandidatur Ende Juni 2008 zurück, so dass Mugabe mit großer Mehrheit wiedergewählt wurde. Am 15. September 2008 einigten sich die beiden verfeindeten Politiker Mugabe und Tsvangirai in Harare unter Vermittlung des südafrikanischen Staatspräsidenten Thabo Mbeki auf eine Machtteilung.
Daraufhin wurden im Februar 2009 Tsvangirai als Ministerpräsident und Mugabe erneut als Präsident vereidigt. Die Regierungsbildung verzögerte sich jedoch, nachdem der designierte Vize-Landwirtschaftsminister, Roy Bennett (MDC), unter dem Vorwurf des Terrorismus von der Polizei verhaftet worden war. Am 6. Oktober 2009 bot Mugabe im Parlament in Harare den westlichen Regierungen „kooperative Beziehungen“ an. Zur Bedingung machte er die Aufhebung der Sanktionen gegen Simbabwe. Unter der Einheitsregierung setzte sich die schlechte wirtschaftliche Lage des Landes zunächst fort. Die Gewalt nahm allerdings ab und die Wirtschaftssituation hat sich seit 2010 wieder etwas verbessert. Anfang 2011 lebten rund drei Millionen Simbabwer in Südafrika. Ein Ziel der gemeinsamen Regierung war die Erstellung eines Verfassungsentwurfs, über den am 16. März 2013 abgestimmt wurde. Der Entwurf wurde mit 95 % der rund drei Millionen Stimmen angenommen.
Für Aufsehen sorgte 2008 ein Schiff, das Waffen und Munition liefern sollte, die Simbabwe in China gekauft hatte. Als bekannt wurde, dass die An Yue Jiang im Hafen von Durban (Südafrika) gelöscht werden sollte, kam es dort zu einem Aufruhr in der öffentlichen Meinung, weil befürchtet wurde, dass die Waffen gegen die Bevölkerung eingesetzt werden. Die Hafenarbeiter weigerten sich, die Ladung zu löschen, die auf dem Landweg nach Simbabwe transportiert werden sollte. Das Schiff musste schließlich am 25. April 2008 mitsamt der Ladung wieder nach China zurückkehren, obwohl die südafrikanische Regierung die Ladung zunächst nach Simbabwe passieren lassen wollte. Auch andere Staaten weigerten sich, die Lieferung über ihr Territorium entladen und transportieren zu lassen. Dieser Ausgang der „An Yue Jiang-Affäre“ wurde als Erfolg der südafrikanischen Zivilgesellschaft betrachtet.
Ab August 2008 breitete sich in Simbabwe eine Choleraepidemie aus, die am 4. Dezember 2008 zur Ausrufung des nationalen Ausnahmezustands führte. Bis zum 16. März 2009 wurden bereits mehr als 90.000 Krankheitsfälle und rund 4.030 Tote gezählt.
Die Präsidentschafts- und Parlamentswahl am 31. Juli 2013 war erneut von erheblichen Betrugsvorwürfen begleitet, etwa gefälschten Wählerverzeichnissen und abgewiesenen Wählern. Erneut standen sich Mugabe und Tsvangirai als Kandidaten gegenüber. UN-Generalsekretär Ban Ki-moon lobte den weitgehend friedlichen Ablauf der Wahlen und rief dazu auf, dass den Vorwürfen auf den „etablierten Kanälen“ nachgegangen werde. Bereits am Tag nach der Wahl, vor Auszählung der Mehrzahl der Stimmen, rief sich Mugabe zum Sieger aus. Am 3. August wurde Mugabe nach Auszählung der Stimmen des ersten Wahlgangs mit ca. 61 % der Stimmen offiziell zum Wahlsieger erklärt, Tsvangirai unterlag mit ca. 34 %. Im Parlament erlangte die ZANU-PF mit 197 der 270 Sitze eine Zweidrittelmehrheit, die ihr auch Verfassungsänderungen erlaubt. Tsvangirai kündigte eine juristische Anfechtung der Wahl und einen Boykott der Regierung an. Die Wahlbeobachter der Afrikanischen Union berichteten in einem vorläufigen Bericht zwar von „Unregelmäßigkeiten“, sahen aber einen Fortschritt gegenüber den Wahlen von 2008. Die Südafrikanische Entwicklungsgemeinschaft (SADC) bezeichnete die Wahlen vorläufig als “free and peaceful” (deutsch: „frei und friedlich“), nicht jedoch als „fair“, was die SADC in ihrer Wahlbeobachtung zum Ziel erklärt hatte.

### Absetzung Robert Mugabes (2017)
Nachdem der über 90-jährige Mugabe keine Bereitschaft erkennen ließ, das Präsidentenamt zu übergeben, und es Anzeichen dafür gab, dass er seine Ehefrau Grace Mugabe zu seiner Nachfolgerin aufbauen wollte, wurde die Kritik an seiner Amtsführung auch aus den Reihen der ZANU-PF immer lauter. Am 15. November 2017 übernahm das Militär Simbabwes die Kontrolle über das Land. Mugabe trat schließlich am 21. November 2017 zurück. Am 24. November 2017 wurde Mugabes Parteifreund Emmerson Mnangagwa als neuer Präsident eingesetzt, jahrzehntelang ein enger Weggefährte Mugabes.

## Politik

### Politisches System

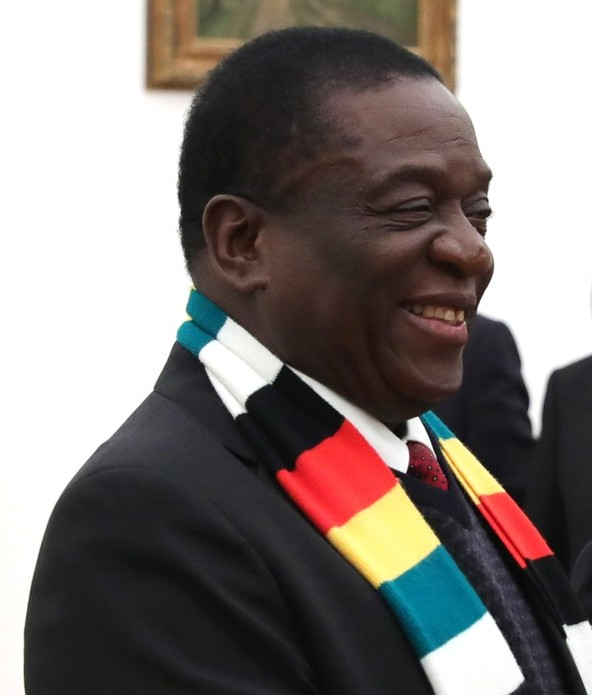
Emmerson Mnangagwa (aktueller Präsident Simbabwes)

Simbabwe hat seit einem Verfassungsreferendum im März 2013 ein präsidentielles Regierungssystem. Staatsoberhaupt ist der Präsident, der für fünf Jahre vom Volk gewählt wird und einmal wiedergewählt werden kann. Seit November 2017 ist Emmerson Mnangagwa von der ZANU-PF Präsident. Der Machtwechsel an der Staatsspitze erfolgte durch einen Militärputsch. Mnangagwas übernahm das Amt von Langzeitherrscher Robert Mugabe, der von 1987 bis 2017 das Land teilweise diktatorisch regierte. 2009 sah sich Mugabe aufgrund massiver Proteste wegen Wahlfälschung gezwungen, seine Macht zu teilen und den Posten eines Premierministers zu schaffen, der vom Oppositionsführer Morgan Tsvangirai vom Movement for a Democratic Change (MDC) übernommen wurde. Mit der Verfassungsänderung von 2013 wurde das Amt wieder abgeschafft. Bei den Wahlen 2018 erhielt Mnangagwa 50,6 % der Stimmen vor seinem Gegenkandidaten Nelson Chamisa vom MDC mit 44,4 %. Bei den Wahlen vom August 2023 gewann Mnangagwa laut Angaben der Wahlkommission 53 %. Die Opposition bezweifelt das Ergebnis.
Die Legislative wird durch ein Zweikammersystem gebildet. Die Nationalversammlung (bis 2013 House of Assembly, „Versammlungshaus“) zählt 270 Abgeordnete, die alle fünf Jahre nach dem Mehrheitswahlrecht bestimmt werden. Bei den Wahlen 2018 gewann die regierende ZANU-PF laut offiziellen Wahlergebnisse 180 Sitze (−17). Die MDC (bis zum Tod Morgan Tsvangirais MDC-T) erhielt 87 Sitze (+16), sonstige Kandidaten erhielten 3 Sitze. Die MDC war in den vergangenen Jahre von zahlreichen Parteiabspaltungen und Umbenennungen geprägt. Aus diesem Grund hat sich Parteiführer Chamisa entschlossen, im Januar 2022 eine neue Partei mit neuer Farbe zu gründen: die CCC (Citizen Coalition for Change). Parteifarbe ist nun gelb statt rot. Bei Nachwahlen im Frühjahr 2022 konnte die CCC bereits erste Erfolge verbuchen und 19 der 28 Sitze gewinnen. Die letzten Wahlen fanden im August 2023 statt. Aufgrund manipulierter Wählerverzeichnisse, einer von der Regierung kontrollierten Wahlkommission, drakonischen Strafen bei Kritik an der Regierung und Repressionen gegen die Oppositionen gelten die Wahlen schon im Vorfeld als nicht frei und fair. Auch der Verdacht des Stimmenkaufs stand im Raum.
Der Senat umfasst 80 Mitglieder (60 direkt per Mehrheitswahl gewählt, 18 Chiefs und zwei Behinderten-Vertreter).
Die Judikative wird vom Chief Justice, dem Vorsitzenden des Supreme Court of Zimbabwe (Oberster Gerichtshof von Simbabwe) angeführt.
Die zehn Provinzen werden von einem Provincial Governor geleitet, der vom Präsidenten ernannt wird; die Verwaltung leitet der Provincial Administrator. Die Distrikte werden von einem District Administrator geführt. Ihnen steht ein Rural District Committee, in dem unter anderem ein Vertreter der Chiefs einen Sitz hat, zur Seite.

### Politische Indizes
| Name des Index                     | Indexwert    | Weltweiter Rang | Interpretationshilfe | Jahr |
| ---------------------------------- | ------------ | --------------- | --- | ---- |
| Fragile States Index               | 95,7 von 120 | 18 von 179      | Stabilität des Landes: Alarm 0 = sehr nachhaltig / 120 = sehr alarmierend Rang: 1 = fragilstes Land / 179 = stabilstes Land | 2024 |
| Demokratieindex                    | 2,98 von 10  | 122 von 167     | Autoritäres Regime 0 = autoritäres Regime / 10 = vollständige Demokratie                                                    | 2024 |
| Freedom in the World Index         | 27 von 100   | —               | Freiheitsstatus: unfrei 0 = unfrei / 100 = frei                                                                             | 2024 |
| Rangliste der Pressefreiheit       | 52,1 von 100 | 106 von 180     | Schwierige Lage für die Pressefreiheit 100 = gute Lage / 0 = sehr ernste Lage                                               | 2025 |
| Korruptionswahrnehmungsindex (CPI) | 21 von 100   | 158 von 181     | 0 = sehr korrupt / 100 = sehr sauber                                                                                        | 2024 |

Simbabwe gehört nach dem Fragile States Index zu den 20 Ländern, in denen sich in der letzten Dekade von 2010–2020 am meisten verbessert hat, wobei das Land in den letzten Jahren stets eine der schlechtesten Bewertungen erhielt. Auch der Demokratieindex zeigt seit 2014 vorsichtige Verbesserungen auf weiterhin niedrigem Niveau.

### Menschenrechte
Im September 2007 leitete die Regierung mit Unterstützung des UN-Entwicklungsprogramms einen Konsultationsprozess zur Gründung einer nationalen Menschenrechtskommission ein. Dieser Schritt wurde allerdings weithin als Versuch der Machthaber angesehen, von der schweren Menschenrechtskrise im Land abzulenken. Die Menschenrechtslage verschlechterte sich im Jahr 2008 drastisch. Nach den Wahlen im März wurde das Land von Menschenrechtsverletzungen ungekannten Ausmaßes erschüttert, die von staatlicher Seite unterstützt oder geduldet wurden. Die Täter waren zumeist Angehörige der Sicherheitskräfte, Kriegsveteranen oder Anhänger der Afrikanischen Nationalunion von Simbabwe.
2016 wurde das früheste Heiratsalter für Frauen dem der Männer angeglichen. Es liegt jetzt einheitlich bei 18 Jahren. Damit war Simbabwe zu diesem Zeitpunkt eines von 33 afrikanischen Ländern, in denen das jüngste Heiratsalter beider Geschlechter bei dieser Altersstufe liegt.
1995 hatte Präsident Mugabe auf der Internationalen Buchmesse in der Hauptstadt Harare den Stand der schwulen und lesbischen Gruppierungen abräumen lassen. Mugabe äußert seine Feindseligkeiten gegenüber Homosexuellen in aller Deutlichkeit: „Homosexuelle sind pervers und abstoßend. Sie verstoßen gegen die Gesetze der Natur und der Religion.“ Und: „Sind Perversitäten etwa die Grundlage der Buchmesse?“ Nach einer Meldung der Presseagentur dpa hatte er als Präsident von Simbabwe bei der Eröffnung der Buchmesse erklärt, Homosexuelle hätten in seinem Land keine Rechte und seien „schlimmer als Tiere“.
In Simbabwe ist seit 2006 ein Gesetz gegen „sexuelle Abnormitäten“ in Kraft, unter die auch jede Handlung fällt, „die Kontakt zwischen zwei Männern beinhaltet und von einer vernünftigen Person als unanständige Handlung angesehen wird“. Der Strafrahmen reicht von einer Geldbuße bis zu drei Jahren Haft.
Als Folge der Landreform unter der Präsidentschaft von Robert Mugabe hatten viele einheimische weiße Farmerfamilien nach dem Jahr 2000 Simbabwe verlassen, da sie enteignet wurden. Eine kleine Gruppe der betroffenen Farmer versuchte deswegen die Regierung vor einem simbabwischen Gericht zu verklagen, scheiterten jedoch mit ihrem Vorhaben an der Gerichtsentscheidung. Darauf wandten sie sich an den SADC-Gerichtshof und erhielten eine Gerichtsentscheidung zu ihren Gunsten. Als Folge dieser Rechtsprechung zog sich Simbabwe aus diesem multilateralen Organ zurück und die SADC löste ihren Gerichtshof auf, woran die südafrikanische Regierung unter Jacob Zuma maßgeblich beteiligt war. Dieser Umstand gab den Anlass, dass 25 Farmer mit Beistand von AfriForum später vor dem Pretoria High Court auf Entschädigung klagten. Im Zuge dieser Sache entschied im Dezember 2018 das Südafrikanische Verfassungsgericht, dass die südafrikanische Mitwirkung an der Auflösung der SADC-Gerichtsbarkeit unrechtmäßig und verfassungswidrig war. Dadurch eröffnete sich mit dem neuen Präsidenten Emmerson Mnangagwa eine entsprechende Verhandlungsperspektive. Die Commercial Farmers’ Union (CFU) und Regierungsvertreter Simbabwes unterzeichneten am 29. Juli 2020 ein Abkommen, auf dessen Grundlage 3500 Farmer einen Anspruch auf finanzielle Entschädigung erlangten. Das dafür zur Verfügung stehende Budget hat einen Umfang und Wert von 3,5 Milliarden US-Dollar.

### Außenpolitik
Die Außenpolitik steht in der Tradition der Blockfreiheit. Simbabwe bemüht sich in pragmatischer Weise um ausgewogene Beziehungen nach allen Seiten und engagiert sich im multilateralen Rahmen (UN, SADC, AU, COMESA).
Von besonderer Bedeutung für Simbabwe sind die Beziehungen zu Südafrika. Aus der Vergangenheit herrührende Spannungen und eine gewisse Rivalität konnten nie ganz überwunden werden. In Südafrika herrscht große Besorgnis über die innenpolitische Entwicklung und den wirtschaftlichen Niedergang Simbabwes. Für Südafrika ist die Stabilisierung des nördlichen Nachbarlandes wichtig. Die Zahl der simbabwischen Migranten in Südafrika wird auf bis zu drei Millionen geschätzt. Mitte 2009 hob Südafrika die Visumpflicht für Bürger Simbabwes auf und bot den sich illegal in Südafrika aufhaltenden Simbabwern an, bis Ende 2010 ihren Aufenthaltsstatus zu legalisieren. Dennoch halten sich noch mehrere hunderttausend Simbabwer, unter anderem wegen bürokratischer Hindernisse, illegal in Südafrika auf.
Das Verhältnis zur ehemaligen Kolonialmacht Großbritannien und anderen wichtigen westlichen Geberländern wie den USA ist infolge von Mugabes destruktiver Politik seit 2000 stark belastet. Die Europäische Union hatte 2002 den mit Simbabwe auf der Basis des Cotonou-Abkommens geführten politischen Dialog abgebrochen und gezielte restriktive Maßnahmen gegen Personen und Firmen verhängt, die aktiv an Gewalt gegen die eigene Bevölkerung beteiligt waren und demokratische Reformen blockieren. Die weitaus meisten dieser restriktiven Maßnahmen wurden seit 2012 schrittweise aufgehoben. Nur gegenüber Präsident Mugabe, seiner Ehefrau Grace Mugabe und einer staatlichen Rüstungsfirma bleiben derartige Maßnahmen (Einreiseverbote, Einfrieren von Konten) in Kraft. Ferner gilt das Waffenembargo fort. Die ZANU-PF-Regierung versuchte in der Mitte der 2010er Jahre verstärkt, als Gegengewicht zu der Isolierung durch den Westen Partnerschaften mit anderen Staaten wie der Volksrepublik China, Russland und Iran zu intensivieren. Mugabe bezeichnete dies als „Look East Policy“. Die erhoffte Unterstützung blieb allerdings in bescheidenem Rahmen.

## Wirtschaft

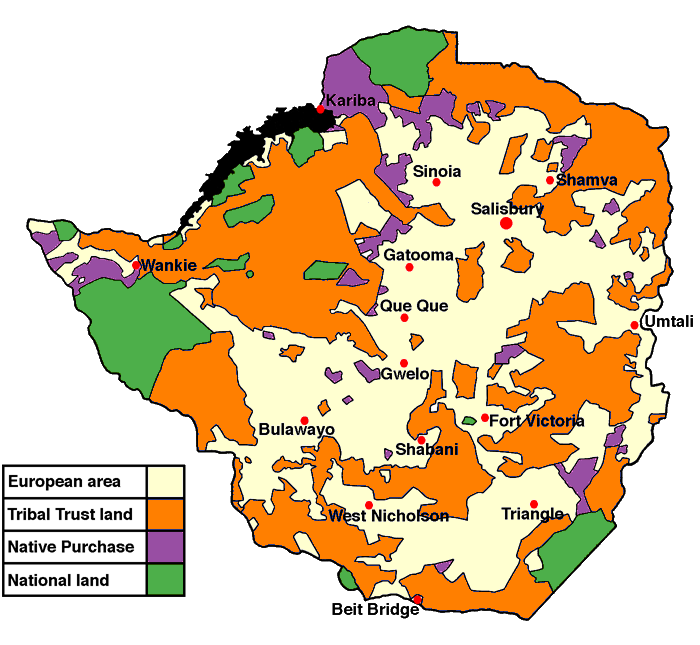
Landklassifikation bis 1979:
weiß = Farmland in weißer Hand
lila = Farmland in afrikanischer Hand
orange = traditionelle afrikanische Landwirtschaft

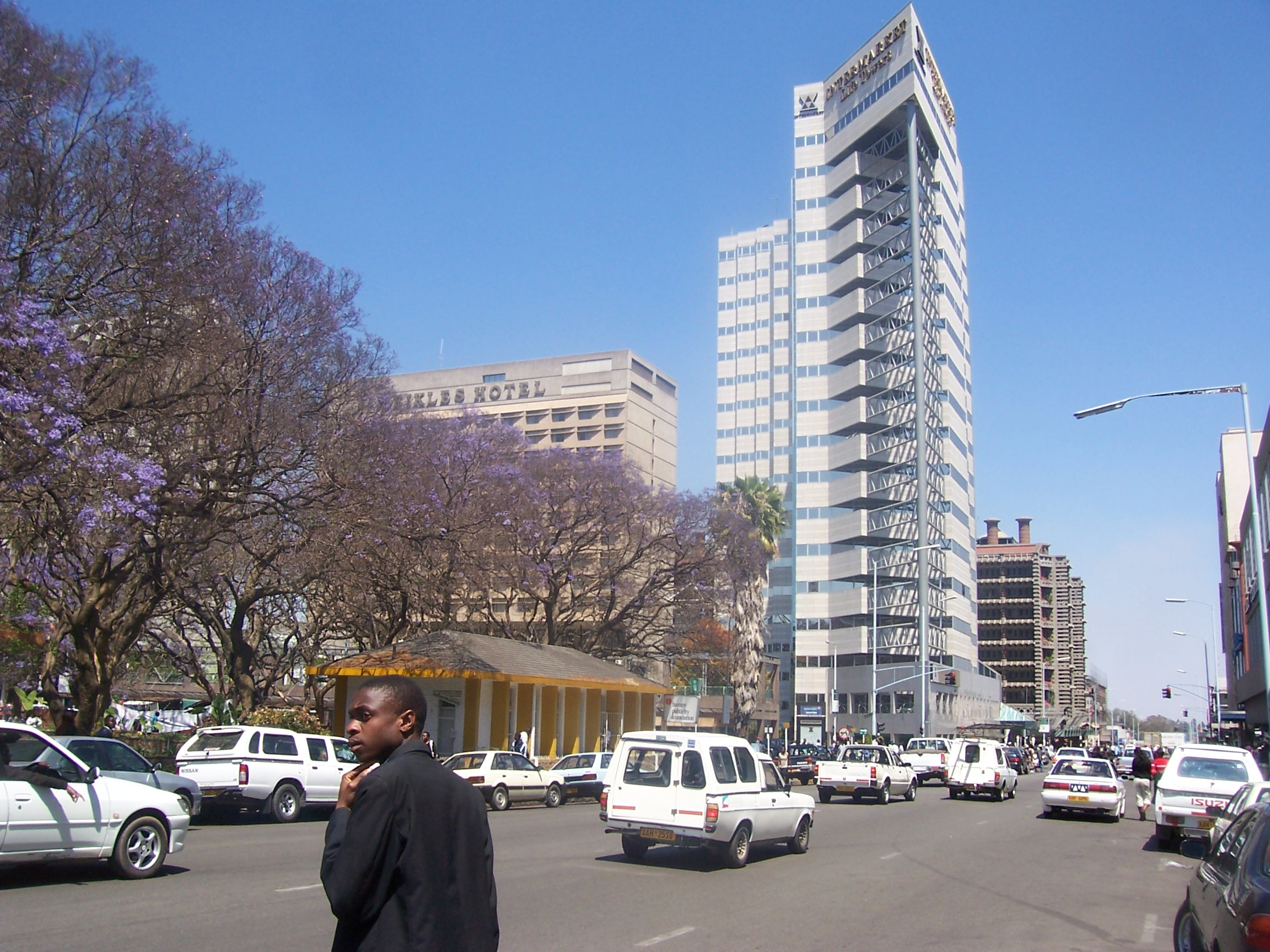
Moderne Bürohochhäuser in Harare

Entwicklung des realen Bruttoinlandsprodukts pro Kopf in Botswana, Südafrika, Namibia und Simbabwe (1950 bis 2018)

1997 war das Land eines der wirtschaftlich stärksten Afrikas, 2015 wächst es mit prognostizierten 1,5 % schwächer als all seine Nachbarn. Aufgrund des diktatorischen politischen Umfelds haben sich die Voraussetzungen für die einst prosperierende Wirtschaft seit den 1990er Jahren substantiell verschlechtert. Von 1998 bis 2008 schrumpfte die Wirtschaftsleistung um etwa die Hälfte. Ende 2008 waren aufgrund von Hyperinflation, Devisenknappheit, fehlenden Investitionen, Import- und Exportrestriktionen und Energieknappheit alle Wirtschaftsbereiche nahezu vollständig zum Erliegen gekommen. Die Einführung eines Multiwährungssystems nach dem Kollaps der einheimischen Währung (Inflationsrate von 100.000 % im Jahre 2008), mit dem US-Dollar als Leitwährung brachte ab 2009/2010 nur vorübergehend Besserung. Nahezu alle Sektoren der verarbeitenden Industrie mussten massive Umsatzeinbußen hinnehmen. Darüber hinaus haben die Kriegsverwicklung mit der Demokratischen Republik Kongo der Wirtschaft Devisen im Wert von mehreren hundert Millionen US-Dollar entzogen. Die Arbeitslosigkeit wurde 2005 auf rund 80 % geschätzt, nach einer anderen Form der Erhebung 2009 auf 95 %. Im Jahr 2021 wurde sie auf etwa 5 % geschätzt.
Im Global Competitiveness Index, der die Wettbewerbsfähigkeit eines Landes misst, belegt Simbabwe Platz 126 von 138 Ländern (Stand 2016). Der Index für wirtschaftliche Freiheit 2024 des Landes war der 172 höchste von 176 Ländern.
Das Land führt eine Wertpapierbörse, welche als Zimbabwe Stock Exchange bekannt ist. Der Leitindex der Volkswirtschaft ist der Zimbabwe Industrial Index.
| Jahr                                    | 2010   | 2015   | 2016   | 2017  | 2018   | 2019    | 2020    | 2021   | 2022    | 2023    |
| --------------------------------------- | ------ | ------ | ------ | ----- | ------ | ------- | ------- | ------ | ------- | ------- |
| BIP in Mrd. USD (Kaufkraftparität)      | 26,9   | 41,3   | 42,1   | 45,0  | 42,5   | 49,6    | 54,5    | 66,5   | 75,6    | 82,5    |
| BIP pro Kopf in USD (Kaufkraftparität)  | 2.176  | 2.937  | 2.926  | 3.070 | 2.839  | 3.252   | 3.500   | 4.183  | 4.661   | 4.965   |
| BIP-Wachstum (real)                     | 20,0 % | 1,8 %  | 0,8 %  | 5,2 % | 5,0 %  | −6,3 %  | −7,8 %  | 8,5 %  | 6,1 %   | 5,3 %   |
| Inflation (in Prozent)                  | 3,0 %  | −2,4 % | −1,6 % | 0,9 % | 10,6 % | 255,3 % | 557,2 % | 98,5 % | 193,4 % | 667,4 % |
| Staatsverschuldung (in Prozent des BIP) | 48 %   | 48 %   | 50 %   | 69 %  | 48 %   | 82 %    | 84 %    | 58 %   | 102 %   | 97 %    |

### Währung
Der Simbabwe-Dollar (Z$) wurde eingeführt, nachdem 1980 eine schwarze Mehrheitsregierung an die Macht gekommen war. Nach einer Hyperinflation wurde seine Funktion als gesetzliches Zahlungsmittel am 12. April 2009 für mindestens ein Jahr ausgesetzt, da er im Zahlungsverkehr faktisch von ausländischen Währungen verdrängt worden war.
Stattdessen wurden im Januar 2009 mehrere ausländische Zahlungsmittel zugelassen, darunter der US-Dollar und der Südafrikanische Rand sowie der Euro. Der Renminbi wurde 2015 ebenfalls offizielles Zahlungsmittel, nachdem China 40 Millionen US-Dollar Schulden erlassen hatte.
Am 1. Oktober 2015 wurde der Simbabwe-Dollar offiziell abgeschafft.
Der Mangel an Banknoten ließ die Zentralbank im September 2016 ankündigen, sie würde Schuldscheine als Parallelwährung ausgeben. Am 31. Oktober 2016 verfügte der damalige Präsident Mugabe die Einführung der Schuldscheine, die die Wirtschaft stabilisieren sollten, aber im Februar 2019 vom US-Dollar abgekoppelt und durch den RTGS-Dollar ersetzt wurden.
Am 24. Juni 2019 wurde der Simbabwe-Dollar erneut als einziges gültiges Zahlungsmittel eingeführt. Fremdwährungen wurden als Zahlungsmittel verboten.
Am 5. April 2024 wurde die Ausgabe einer neuen Währung, des „ZiG“ (Simbabwe-Gold) in den Banknoten-Denominationen 1 bis 200 bekanntgegeben. Auch Münzen sollten in der neuen Währung ausgegeben werden. Zentralbank-Gouverneur John Mushayavanhu erklärte, dass die neue Währung durch Edelmetalle (im Wesentlichen Gold) und Devisen gedeckt sei. Die Ankündigung geschah vor dem Hintergrund einer galoppierenden Inflation, aufgrund der der RTGS-Dollar seit Jahresbeginn drei Viertel seines Wertes eingebüßt hatte. Im März 2024 lag die Inflationsrate bei 55 Prozent. Außerdem hatte die Wirtschaft Simbabwes mit den Folgen einer schwerwiegenden Dürre, die etwa die Hälfte der Maisernte zerstört hatte, zu kämpfen. Die Banken und Bürger Simbabwes wurden aufgefordert, innerhalb von 21 Tagen ihre RTGS-Dollar in ZiG umzutauschen. Der US-Dollar, mit dem nach Schätzungen etwa 85 Prozent aller Transaktionen abgewickelt wurden, blieb weiterhin gültiges Zahlungsmittel. Beobachter rechneten damit, dass aufgrund mangelnden Vertrauens in die staatliche Wirtschaftspolitik weiterhin der US-Dollar bevorzugtes Zahlungsmittel bleiben würde. Am 30. April 2024 wurde mit der Ausgabe des „ZiG“ begonnen.

### Inflation
Die von der Regierung Simbabwes nach fiskalischen Motiven bestimmte Geldmengenpolitik der Reserve Bank führte seit längerem zu hohen Inflationsraten. Von Anfang 2008 bis Anfang 2009 herrschte in Simbabwe Hyperinflation mit allen negativen Begleiterscheinungen, bis schließlich die Währung aufgegeben werden musste.
Die Inflationsrate, die sich in den 1990er Jahren in zweistelligen Prozentwerten bewegt hatte, jedoch meist unter 30 % geblieben war, erreichte 1999/2000 rund 50 % und begann ab Ende 2001 in den dreistelligen Bereich anzusteigen. Ende 2003/Anfang 2004 war mit ca. 600 % zunächst ein Gipfel erreicht, bis Anfang 2005 ging die Rate wieder auf 125 % zurück. Dann nahm der Preisauftrieb jedoch wieder stark zu. 2006 verharrte die Inflation bei rund 1000 %, und es kam im August zu einer Währungsumstellung im Verhältnis 1:1000. Dabei behielt der Simbabwe-Dollar seinen Namen, das internationale Kürzel änderte sich von ZWD zu ZWN. Ab Dezember 2006 begann die Inflationsrate sich mit hoher Geschwindigkeit auf fünfstellige Raten zuzubewegen.
Als Mitte 2007 Werte um 7000 % erreicht wurden, versuchte die Regierung mit Polizeigewalt Preisbindungen durchzusetzen, was zu einzelnen Geschäftsschließungen, Verhaftungen von Ladenbesitzern und langen Warteschlangen vor den Geschäften führte. Erfolge erzielten diese Maßnahmen jedoch nicht. Im letzten Quartal 2007 war die Inflationsrate fünfstellig, im Januar 2008 wurden 100.000 % erreicht. Der IWF befürchtete Hyperinflation.
Entsprechend der Zahlen der Reserve Bank herrschte nach dem üblichen Kriterium von 50 % monatlicher Geldentwertung tatsächlich im Dezember 2007 und ab März 2008 durchgehend Hyperinflation. Die ermittelte Inflationsrate stieg von 100.000 % im Januar 2008 auf 231 Millionen % im Juli. Die monatliche Entwertung bedeutete Preissteigerungen von durchschnittlich 7,35 % bzw. 11,1 % pro Tag im Juni und Juli. Für die folgenden Monate wurden keine offiziellen Zahlen mehr veröffentlicht. Der Ökonom und Inflationsexperte Steven H. Hanke ermittelte noch bis Mitte November einen Anstieg der Inflationsrate auf 90 Trilliarden % und eine monatliche Entwertung, die einer täglichen Verdoppelung der Preise entsprach. Danach war keine sinnvolle Bestimmung mehr möglich, weil kaum noch Güter gegen diese Währung gehandelt wurden. Die Inflation des Simbabwe-Dollars ist damit die zweithöchste jemals erreichte neben der des ungarischen Pengő von 1946.

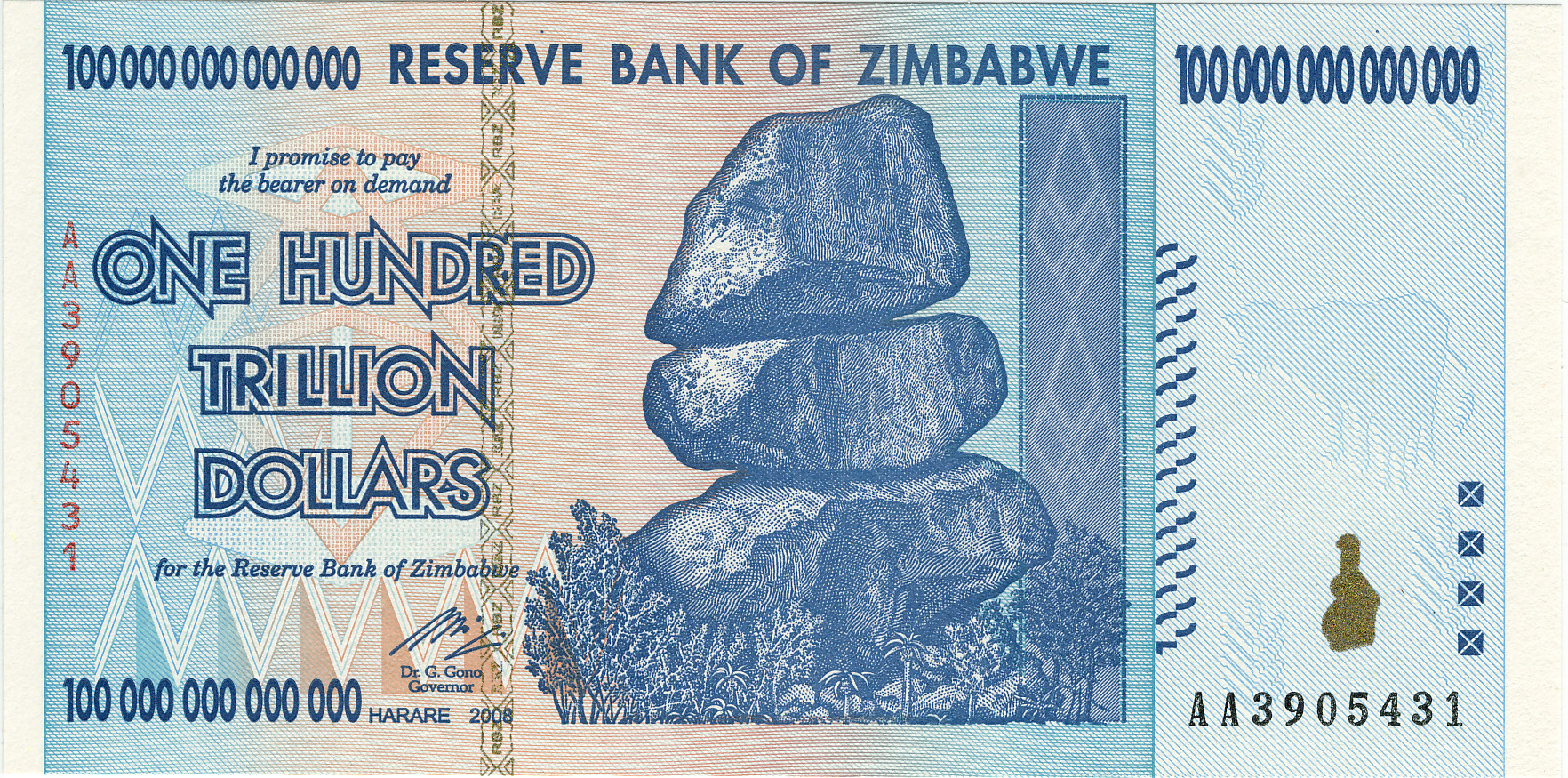
Geldschein über 100 Billionen von 2009

Im Juli stellten Giesecke und Devrient auf Druck der deutschen Bundesregierung die Lieferung von vorbedruckten Banknotenpapierbögen an die simbabwische Zentralbank ein. Zum 1. August 2008 gab die simbabwische Zentralbank erneut die Streichung von zehn Nullen bei der Landeswährung (jetzt ZWR) bekannt. Anstelle der zunächst mit einstelligen Werten ausgegebenen neuen Banknoten und Zehn-Cent-Münzen waren im Dezember 2008 mittlerweile wieder Noten mit Milliarden-Nennwerten im Umlauf. Im Januar 2009 gab die Zentralbank neue Banknoten mit höheren Nennwerten bis 100 Billionen Simbabwe-Dollar aus.
Am 29. Januar 2009 wurden die ausländischen Währungen, die trotz Verbots bereits zuvor den Simbabwe-Dollar im Zahlungsverkehr faktisch verdrängt hatten, als Zahlungsmittel offiziell zugelassen. Der damit bedeutungslose Simbabwe-Dollar wurde schließlich am 12. April 2009 offiziell ausgesetzt. Noch am 2. Februar 2009 war unter Streichung von zwölf Nullen ein vierter Simbabwe-Dollar mit Noten im Wert von 1, 5, 10, 20, 50, 100 und 500 Dollar (ZWL) eingeführt worden.
Die Inflation kam mit der Außerverkehrsetzung des Simbabwe-Dollar zum Erliegen, der Wechselkurs wurde wegen der nominellen Gültigkeit dennoch zunächst weitergeführt. Am 1. Oktober 2009 lag der Kurs bei 518 ZWL je Euro und am 12. April 2010 bei 512 ZWL je Euro. Im April 2024 gab die Zentralbank des Landes eine neue Währung, den Zimbabwe Gold (ZiG) heraus.
| Entwicklung der Inflationsrate 1997 bis 2008                        | Entwicklung der Inflationsrate 1997 bis 2008     | Entwicklung der Inflationsrate 1997 bis 2008     | Entwicklung der Inflationsrate 1997 bis 2008     | Entwicklung der Inflationsrate 1997 bis 2008     | Entwicklung der Inflationsrate 1997 bis 2008     | Entwicklung der Inflationsrate 1997 bis 2008     | Entwicklung der Inflationsrate 1997 bis 2008     | Entwicklung der Inflationsrate 1997 bis 2008     | Entwicklung der Inflationsrate 1997 bis 2008     | Entwicklung der Inflationsrate 1997 bis 2008     | Entwicklung der Inflationsrate 1997 bis 2008     | Entwicklung der Inflationsrate 1997 bis 2008     |
| in % gegenüber dem Vorjahresmonat (Jahresmittel)                    | in % gegenüber dem Vorjahresmonat (Jahresmittel) | in % gegenüber dem Vorjahresmonat (Jahresmittel) | in % gegenüber dem Vorjahresmonat (Jahresmittel) | in % gegenüber dem Vorjahresmonat (Jahresmittel) | in % gegenüber dem Vorjahresmonat (Jahresmittel) | in % gegenüber dem Vorjahresmonat (Jahresmittel) | in % gegenüber dem Vorjahresmonat (Jahresmittel) | in % gegenüber dem Vorjahresmonat (Jahresmittel) | in % gegenüber dem Vorjahresmonat (Jahresmittel) | in % gegenüber dem Vorjahresmonat (Jahresmittel) | in % gegenüber dem Vorjahresmonat (Jahresmittel) | in % gegenüber dem Vorjahresmonat (Jahresmittel) |
| ------------------------------------------------------------------- | ------------------------------------------------ | ------------------------------------------------ | ------------------------------------------------ | ------------------------------------------------ | ------------------------------------------------ | ------------------------------------------------ | ------------------------------------------------ | ------------------------------------------------ | ------------------------------------------------ | ------------------------------------------------ | ------------------------------------------------ | ------------------------------------------------ |
| Jahr                                                                | 1997                                             | 1998                                             | 1999                                             | 2000                                             | 2001                                             | 2002                                             | 2003                                             | 2004                                             | 2005                                             | 2006                                             | 2007                                             | 2008                                             |
| Inflationsrate                                                      | 18,9                                             | 31,7                                             | 58,5                                             | 55,9                                             | 71,9                                             | 133                                              | 365                                              | 350                                              | 238                                              | 1.017                                            | 6.724                                            | 100.580                                          |
| Quelle: Reserve Bank of Zimbabwe Zimbabwe Central Statistics Office |                                                  |                                                  |                                                  |                                                  |                                                  |                                                  |                                                  |                                                  |                                                  |                                                  |                                                  |                                                  |

| Entwicklung der Inflationsrate 2008                     | Entwicklung der Inflationsrate 2008 | Entwicklung der Inflationsrate 2008 | Entwicklung der Inflationsrate 2008 | Entwicklung der Inflationsrate 2008 | Entwicklung der Inflationsrate 2008 | Entwicklung der Inflationsrate 2008 | Entwicklung der Inflationsrate 2008 | Entwicklung der Inflationsrate 2008 | Entwicklung der Inflationsrate 2008 | Entwicklung der Inflationsrate 2008 | Entwicklung der Inflationsrate 2008 |
|                                                         | in % gegenüber dem Vorjahresmonat   | in % gegenüber dem Vorjahresmonat   | in % gegenüber dem Vorjahresmonat   | in % gegenüber dem Vorjahresmonat   | in % gegenüber dem Vorjahresmonat   | in % gegenüber dem Vorjahresmonat   | in % gegenüber dem Vorjahresmonat   | in % ggü. dem Vorjahreszeitpkt.     | in % ggü. dem Vorjahreszeitpkt.     | in % ggü. dem Vorjahreszeitpkt.     | in % ggü. dem Vorjahreszeitpkt.     |
| ------------------------------------------------------- | ----------------------------------- | ----------------------------------- | ----------------------------------- | ----------------------------------- | ----------------------------------- | ----------------------------------- | ----------------------------------- | ----------------------------------- | ----------------------------------- | ----------------------------------- | ----------------------------------- |
| Jahr                                                    | Jan. 2008                           | Feb. 2008                           | März 2008                           | April 2008                          | Mai 2008                            | Juni 2008                           | Juli 2008                           | 29.8. 2008                          | 26.9. 2008                          | 24.10. 2008                         | 14.11. 2008                         |
| Inflationsrate                                          | 101 Tsd.                            | 165 Tsd.                            | 418 Tsd.                            | 651 Tsd.                            | 2,23 Mio.                           | 11,3 Mio.                           | 231 Mio.                            | 9,69 Mrd.                           | 471 Mrd.                            | 26,1 Brd.                           | 89,7 Trd.                           |
| Quelle: Reserve Bank of Zimbabwe Quelle: Steve H. Hanke |                                     |                                     |                                     |                                     |                                     |                                     |                                     |                                     |                                     |                                     |                                     |

Nachdem die Inflationsrate bis Ende 2008 auf knapp 90 Trilliarden % anstieg, musste der US-Dollar als Hauptwährung eingeführt werden.
 Danach hat sich die Inflation im Land beruhigt und Simbabwes Wirtschaft befand sich ab 2014 in einer Deflation. 2019 begann die Inflation wieder stark anzusteigen und lag 2020 bei mehr als 500 Prozent.
| Entwicklung der Inflationsrate seit 2010 | Entwicklung der Inflationsrate seit 2010 | Entwicklung der Inflationsrate seit 2010 | Entwicklung der Inflationsrate seit 2010 | Entwicklung der Inflationsrate seit 2010 | Entwicklung der Inflationsrate seit 2010 | Entwicklung der Inflationsrate seit 2010 | Entwicklung der Inflationsrate seit 2010 | Entwicklung der Inflationsrate seit 2010 | Entwicklung der Inflationsrate seit 2010 | Entwicklung der Inflationsrate seit 2010 | Entwicklung der Inflationsrate seit 2010 | Entwicklung der Inflationsrate seit 2010 |
| in % gegenüber dem Vorjahr               | in % gegenüber dem Vorjahr               | in % gegenüber dem Vorjahr               | in % gegenüber dem Vorjahr               | in % gegenüber dem Vorjahr               | in % gegenüber dem Vorjahr               | in % gegenüber dem Vorjahr               | in % gegenüber dem Vorjahr               | in % gegenüber dem Vorjahr               | in % gegenüber dem Vorjahr               | in % gegenüber dem Vorjahr               | in % gegenüber dem Vorjahr               | in % gegenüber dem Vorjahr               |
| ---------------------------------------- | ---------------------------------------- | ---------------------------------------- | ---------------------------------------- | ---------------------------------------- | ---------------------------------------- | ---------------------------------------- | ---------------------------------------- | ---------------------------------------- | ---------------------------------------- | ---------------------------------------- | ---------------------------------------- | ---------------------------------------- |
| Jahr                                     | 2010                                     | 2011                                     | 2012                                     | 2013                                     | 2014                                     | 2015                                     | 2016                                     | 2017                                     | 2018                                     | 2019                                     | 2020                                     | 2021                                     |
| Inflationsrate                           | 3,0                                      | 3,3                                      | 3,9                                      | 1,6                                      | −0,2                                     | −2,4                                     | −1,6                                     | 0,9                                      | 10,6                                     | 255,3                                    | 557,2                                    | 98,5                                     |
| Quelle: Weltbank                         |                                          |                                          |                                          |                                          |                                          |                                          |                                          |                                          |                                          |                                          |                                          |                                          |

### Sektoren
Der halbherzige weltweite Boykott des weißen Rhodesien hatte dessen industrielle Entwicklung begünstigt. Statt dem Land Fertigprodukte zu verkaufen, vergaben die weltweit operierenden Konzerne großzügig Lizenzen. So wurden die meisten wichtigen Verbrauchsgüter im Lande selbst hergestellt, teilweise Produkte auswärtiger Konkurrenten im selben Werk (z. B. Kraftfahrzeuge von Renault, Peugeot und Mitsubishi). Mit dem Ende des Boykotts entfiel der Schutz dieser einheimischen Produktion, schon bevor die Regierung sich politisch auf Abwege begab.
Bis Anfang der 2000er Jahre galt Simbabwe, begünstigt durch fruchtbare Böden und gute Klimabedingungen, als die „Kornkammer Afrikas“. Die bei Antritt der schwarzen Regierung allgemein erwartete Landreform wurde erst jahrelang verzögert und dann chaotisch und unter Ausbrüchen von Gewalt durchgeführt. Besonders schwerwiegend war der Niedergang der Landwirtschaft infolge der von Gewalt begleiteten Zwangsenteignungen von mehr als 4 000 der ca. 4 500 weißen Farmer ab dem Jahr 2000. Im Verlauf der „Landreform“ wurde der Besitz der weißen Minderheit geplündert und enteignet, 350.000 Landarbeiter wurden vertrieben; zahlreiche Bauern getötet. So wurde der Agrarsektor in eine schwere Krise gestürzt. Drei Millionen Menschen sind mittlerweile auf Lebensmittelhilfe angewiesen. Ein Viertel seiner Bevölkerung könnte Simbabwe ohne internationale Hilfsprogramme nicht mehr ernähren. 2015 waren 44,7 % der Bevölkerung unterernährt, was eine der höchsten Raten weltweit ist. Bei landwirtschaftlichen Exporten ist der Umsatz von 2000 bis 2009 um 12 Milliarden Dollar eingebrochen. Insbesondere der für den Export wichtige Anbau von Tabak ist dramatisch zurückgegangen.
Der Tourismus litt seit der schwarzen Regierungsübernahme darunter, dass manche weißen Hoteliers ihre Betriebe aus einer Boykotthaltung heraus geschlossen hielten. Mit dem Ende der Apartheid in Südafrika nahm ein wichtiger Kundenkreis stark ab: Vorher hatten wohlhabende südafrikanische Inder bevorzugt in Rhodesien bzw. Simbabwe Urlaub gemacht.
Die heimische Goldindustrie leidet unter den diktatorischen Machtstrukturen und der Korruption. Ein Großteil des geförderten Goldes gelangt mittlerweile auf illegalen Wegen ins Ausland. 2004 wurden offiziell 17 Tonnen Gold in Simbabwe produziert. 2013 waren es lediglich noch 900 Kilogramm.
Die seit Mitte 2007 durchgesetzten Preisbindungen führten in Verbindung mit der durch die Staatsfinanzierung verursachten hohen Inflation zu Treibstoffknappheit, einem Mangel an Gütern der Grundversorgung und einem weiteren Schrumpfen der offiziellen Wirtschaft.

### Außenhandel
| Haupthandelspartner (2020)   | Haupthandelspartner (2020) | Haupthandelspartner (2020) | Haupthandelspartner (2020) |
| Ausfuhr (in Prozent) nach    | Ausfuhr (in Prozent) nach  | Einfuhr (in Prozent) von   | Einfuhr (in Prozent) von   |
| ---------------------------- | -------------------------- | -------------------------- | -------------------------- |
| Südafrika                    | 39,4                       | Südafrika                  | 49,3                       |
| Vereinigte Arabische Emirate | 20,3                       | Singapur                   | 10,9                       |
| Mosambik                     | 9,3                        | Volksrepublik China        | 9,3                        |
| Uganda                       | 2,9                        | Indien                     | 3,2                        |
| Belgien                      | 1,7                        | Mauritius                  | 3,2                        |
| Sambia                       | 1,2                        | Mosambik                   | 2,7                        |
| Kenia                        | 1,1                        | Sambia                     | 2,2                        |
| sonstige Staaten             | 24,1                       | sonstige Staaten           | 19,2                       |
| Quelle: gtai                 |                            |                            |                            |

| Hauptprodukte des Außenhandels (2016) | Hauptprodukte des Außenhandels (2016) | Hauptprodukte des Außenhandels (2016) | Hauptprodukte des Außenhandels (2016) |
| Ausfuhrgüter (Anteil in Prozent)      | Ausfuhrgüter (Anteil in Prozent)      | Einfuhrgüter (Anteil in Prozent)      | Einfuhrgüter (Anteil in Prozent)      |
| ------------------------------------- | ------------------------------------- | ------------------------------------- | ------------------------------------- |
| Agrarerzeugnisse                      | 32,8                                  | Petrochemie                           | 25,0                                  |
| Rohstoffe                             | 20,8                                  | Nahrungsmittel                        | 16,0                                  |
| Nahrungsmittel                        | 4,5                                   | Maschinen                             | 8,5                                   |
| Eisen und Stahl                       | 4,3                                   | Kfz und -Teile                        | 6,1                                   |
| Metalle                               | 2,0                                   | Arzneimittel                          | 3,9                                   |
| Sonstige                              | 35,4                                  | Sonstige                              | 40,5                                  |
| Quelle: gtai                          |                                       |                                       |                                       |

| Entwicklung des Außenhandels                                 | Entwicklung des Außenhandels                                 | Entwicklung des Außenhandels                                 | Entwicklung des Außenhandels                                 | Entwicklung des Außenhandels                                 | Entwicklung des Außenhandels                                 | Entwicklung des Außenhandels                                 |
| in Mrd. USD und seine Veränderung gegenüber dem Vorjahr in % | in Mrd. USD und seine Veränderung gegenüber dem Vorjahr in % | in Mrd. USD und seine Veränderung gegenüber dem Vorjahr in % | in Mrd. USD und seine Veränderung gegenüber dem Vorjahr in % | in Mrd. USD und seine Veränderung gegenüber dem Vorjahr in % | in Mrd. USD und seine Veränderung gegenüber dem Vorjahr in % | in Mrd. USD und seine Veränderung gegenüber dem Vorjahr in % |
|                                                              | 2018                                                         | 2018                                                         | 2019                                                         | 2019                                                         | 2020                                                         | 2020                                                         |
| ------------------------------------------------------------ | ------------------------------------------------------------ | ------------------------------------------------------------ | ------------------------------------------------------------ | ------------------------------------------------------------ | ------------------------------------------------------------ | ------------------------------------------------------------ |
|                                                              | Mrd. USD                                                     | % Gg. Vj.                                                    | Mrd. USD                                                     | % Gg. Vj.                                                    | Mrd. USD                                                     | % Gg. Vj.                                                    |
| Einfuhr                                                      | 6,5                                                          | 30,0                                                         | 4,8                                                          | −25,8                                                        | 5,0                                                          | 5,4                                                          |
| Ausfuhr                                                      | 4,0                                                          | 16,0                                                         | 4,3                                                          | 6,0                                                          | 4,4                                                          | 2,7                                                          |
| Saldo                                                        | −2,4                                                         |                                                              | −0,5                                                         |                                                              | −0,7                                                         |                                                              |
| Quelle: gtai                                                 |                                                              |                                                              |                                                              |                                                              |                                                              |                                                              |

### Staatshaushalt
Der Staatshaushalt umfasste 2017 Ausgaben von umgerechnet 5,5 Milliarden US-Dollar, dem standen Einnahmen von umgerechnet 3,8 Milliarden US-Dollar gegenüber. Dies entspricht einem Haushaltsdefizit in Höhe von 9,6 % des Bruttoinlandsprodukts. Die Staatsverschuldung betrug 2017 82,3 % des BIP.

### Reformen
Mit der vermeintlichen Zielvorgabe, den ausufernden Schwarzmarkt auszutrocknen, ergriff die Regierung im Mai/Juni 2005 drastische Maßnahmen, indem im Rahmen der Aktion mit der Bezeichnung Operation Murambatsvina („Müllbeseitigung“) schätzungsweise 750.000 Menschen obdachlos wurden und ihre oft einzige Einnahmequelle, Aktivitäten im Kontext des informellen Sektors, aufgeben mussten. Zudem wurden ihre Behausungen zerstört und oft ihr vollständiger Besitz beschlagnahmt. Tatsächlich ging es dem Mugabe-Regime mit diesen auch von den Vereinten Nationen verurteilten Maßnahmen jedoch um eine gezielte Schwächung der Opposition, die insbesondere in den Städten ihre Wähler hat. So werden diese nicht nur für ihre Unterstützung der MDC „bestraft“, sondern auch gezwungen – soweit dies überhaupt möglich ist –, zurück in die von der Regierung kontrollierten ländlichen Gebiete des Landes zu ziehen. Aus den Armutsvierteln der Städte, in denen der Schwarzmarkt florierte, wurden die Menschen vertrieben, anschließend ihre Behausungen zerstört.
Nahezu ein Jahr später, im Mai 2006, wurde erneut eine ähnliche Aktion durchgeführt, bei der in Harare 10.000 Straßenkinder, Straßenhändler und Obdachlose festgenommen wurden, da sie nach Angaben eines Behördensprechers „Unordnung stiftende Elemente“ und für die Kriminalität in der Stadt verantwortlich seien. Die Kinder sollten zu ihren Eltern auf dem Land zurückgebracht werden. Im November 2006 wurden bei der Operation Chikorokoza Chapera („Stoppt illegalen Abbau“) 25.000 Bergleute festgenommen.
Im Januar 2007 wurden die Gebühren für den Rundfunkempfang um das 2500-fache erhöht. Statt bis dahin 20 Simbabwe-Dollar pro Jahr mussten nun 50.000 gezahlt werden. Dies entsprach zu diesem Zeitpunkt einem durchschnittlichen Monatseinkommen.

## Infrastruktur

### Verkehr
- Flugplätze: insgesamt: 404 (2005), davon asphaltiert: 17 (2005), davon länger als 3048 m (10.000 ft): drei, von 2438 bis 3048 m (8000 ft bis 10.000 ft): zwei, von 1524 bis 2437 m (5000 ft bis 8000 ft): vier, von 914 bis 1523 m (3000 ft bis 5000 ft): acht, davon nicht asphaltiert: 387 (2005), von 1524 bis 2437 m (5000 ft bis 8000 ft): fünf, von 914 bis 1523 m (3000 ft bis 5000 ft): 186, unter 914 m (3000 ft): 196. Die Hauptstadt Harare verfügt über einen internationalen Flughafen.

- Straßennetze: insgesamt 97.440 km, davon asphaltiert: 18.514 km, nicht asphaltiert: 78.926 km
- Wasserstraßen: nur auf dem Karibasee zwischen den Häfen Binga und Kariba
- Eisenbahnnetz: siehe Schienenverkehr in Simbabwe und National Railways of Zimbabwe

### Kommunikation
Im Jahr 2022 nutzten 32,6 Prozent der Einwohner Simbabwes das Internet.
- Telefonnetz: Das Telefonnetz des Landes erlebte ein Auf und Ab. Bei Ende der Kolonialherrschaft war es völlig abgewirtschaftet. Die meisten Gespräche waren noch handvermittelt, sodass Telefonate zwischen zwei ländlichen Orten nur selten gelangen. Wenige Jahre nach der Regierungsübernahme der schwarzen Bevölkerungsmehrheit modernisiert, ist es inzwischen Opfer der allgemeinen Misswirtschaft geworden. 100.000 Anschlüsse warten zurzeit darauf, geschaltet zu werden. Festnetz: 317.000 (2004) Anschlüsse, Mobiltelefone: 423.600 (2004)
- Internet: Zwei internationale digitale Gateways, eines in Harare, eines in Gweru
- Satelliten-Downlinks: 2

### Rundfunk
Alle Rundfunksender sind im Besitz der Regierung und vertreten deren Politik. Der Inlandsdienst der Zimbabwe Broadcasting Corporation (ZBC) sendet in den Landessprachen Shona und isiNdebele über einen Kurzwellensender im 49-m-Band. Bei guten Ausbreitungsbedingungen sind Sendungen auch in Europa zu empfangen und Empfangsberichte werden mit einer QSL-Karte bestätigt.

## Kultur

### Denkmäler

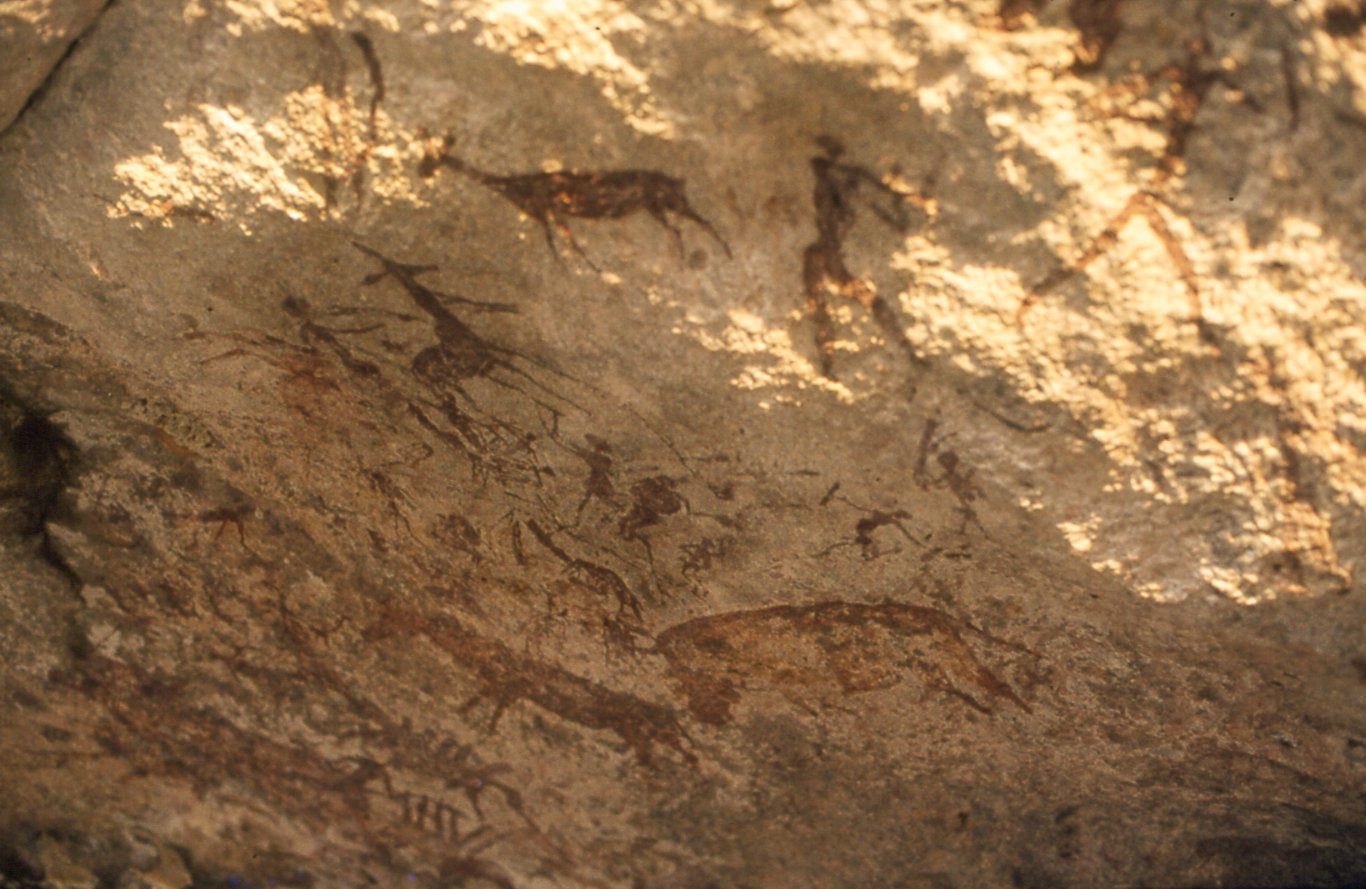
Spuren der Steinzeit: Felszeichnungen der San

#### Höhlenzeichnungen
Die steinzeitliche Kultur der San, die sich im benachbarten Botswana bis ins 20. Jahrhundert hielt, bestand in Simbabwe bis etwa 1000 nach Chr. und entsprach etwa der mittleren Steinzeit Europas. Hinterlassenschaft dieser Kultur sind Höhlenzeichnungen, die Jahrtausende älteren europäischen Funden aus der Eiszeit ähneln.

#### Steinbauten
- Groß-Simbabwe aus dem 11. bis 14. Jahrhundert, Zentrum des Munhumutapa Reiches, die größte der Ruinenstätten
- Ruinenstätte Khami aus dem 15. Jahrhundert, westlich von Bulawayo
- Dhlodhlo (älterer Name Danangombe), Zentrum des Torwa-Staates im 17. Jahrhundert

Außerdem gibt es noch zahlreiche kleinere Steinruinen.

### Zeitgenössische Kultur

#### Bildhauerei

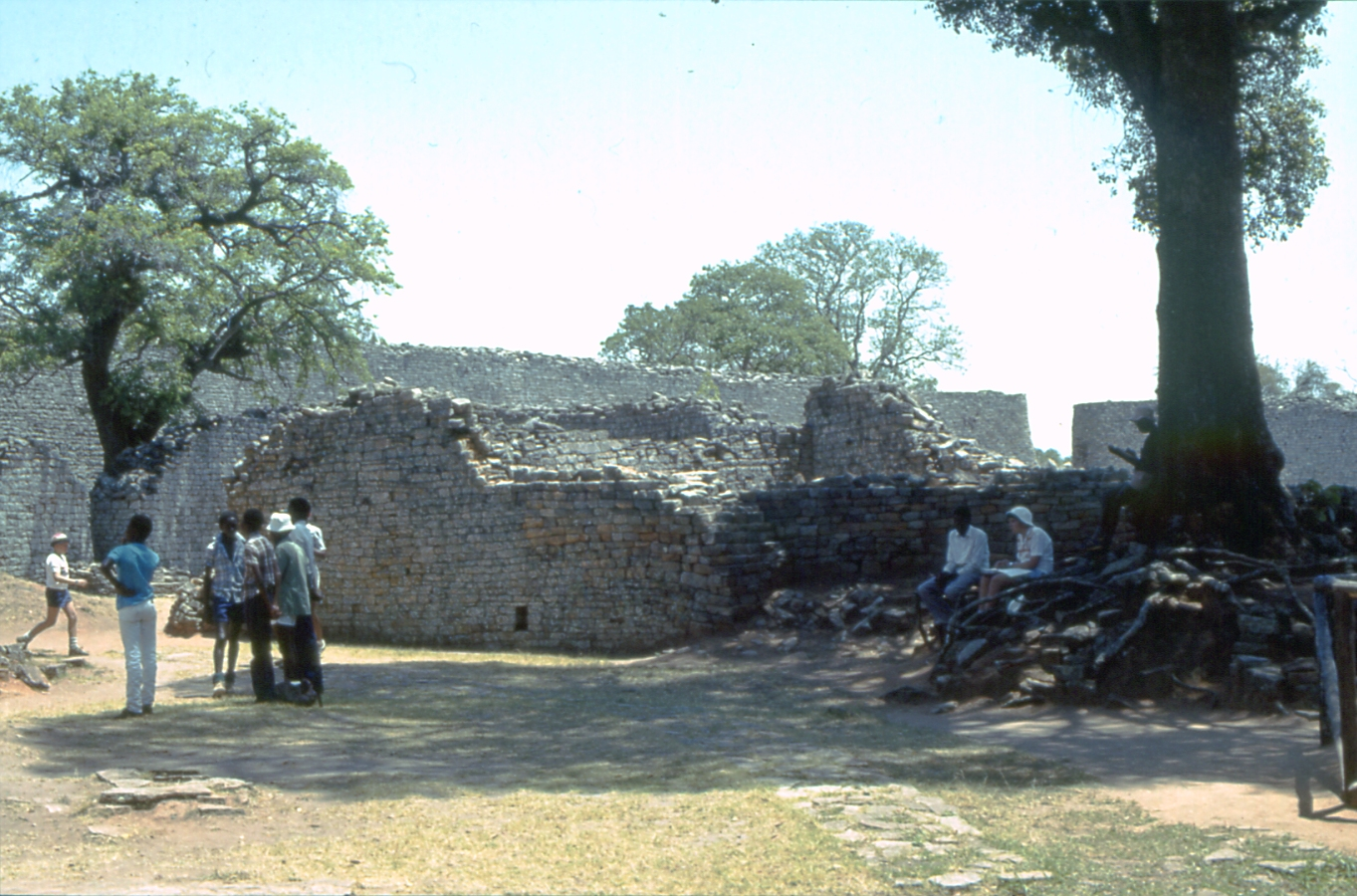
Besucher in Great Zimbabwe

Die monumentalen Steinbauten der Ruinenstadt Great Zimbabwe, die von ca. 1200 bis ins 15. Jahrhundert besiedelt war, zeugen von der bedeutenden Kultur des damaligen Munhumutapa-Reiches. Sie wurde zum Namensgeber der heutigen Republik. In den bis zu 10 Meter hohen, ganz ohne Mörtel gefügten Mauern fand man riesige, in Stein gemeißelte Vögel. Der „Simbabwe-Vogel“ ziert heute die Nationalflagge.
Schon damals gab es demnach eine Tradition der Steinmetzkunst, auch wenn die Vögel aus dem weichen Speckstein gearbeitet waren und nicht aus den festeren Gesteinen des Great Dyke, die im 20. Jahrhundert eine der günstigen Voraussetzungen für die Entstehung einer neuen Bildhauertradition wurden. Die geologische Auffaltung des Great Dyke, die sich 555 km vom Norden bis in den Süden des Landes erstreckt, birgt reiche Vorkommen mineralischer Rohstoffe, wie Serpentinite („Springstone“), Opal, Dolomit, Marmor, Steatit, Jade, Lepidolith und andere, mitunter in vielfältigen Farbvarianten. Das große, rohstoffreiche Areal des Great Dyke und des Grünsteingürtels entstand vor ca. 2,5 Milliarden Jahren, durch vulkanische und tektonische Aktivitäten bei sehr hohen Temperaturen und großem Druck. Das Farbenspiel der Gesteine und Minerale tritt zutage, wenn man sie schleift, wachst und poliert.
Ein weiterer günstiger Umstand für die Entstehung einer zeitgenössischen Bildhauerei war der Bau der Nationalgalerie in Salisbury, dem heutigen Harare. Der Kanadier Frank McEwen wurde als erster Direktor berufen. Er hatte ein für das rassistische Rhodesien ungewöhnlich großes Interesse an den Werken afrikanischer Künstler. Einem Landwirtschaftsberater, Joram Mariga, der bei Straßenbauarbeiten einen schimmernden Speckstein gefunden und begonnen hatte, mit einem Küchenmesser daran zu schnitzen, kaufte MacEwen für eine hohe Summe eine Steinschale ab, deren außerordentlichen künstlerischen Wert er sofort erkannt hatte. Mariga gründete auf dem Gelände der Nationalgalerie den Vukutu-Nyanga-Workshop für Bildhauerei, die spätere Vukutu-Kunstakademie, die zum Ausgangspunkt einer ganzen Generation von Bildhauern wurde. Schließlich brachte McEwen Künstler auf Kunstausstellungen in Paris, London und New York City.
Eine wichtige Rolle spielten auch Tom Blomefield und seine Farm Tengenenge nordwestlich von Harare, unmittelbar an den Hängen des Great Dyke. Blomefield war Tabakfarmer. Als es ab 1966 aufgrund der einseitigen Unabhängigkeitserklärung Ian Smiths und seiner Apartheidregierung zu internationalen Sanktionen kam, wurde es unmöglich, vom Tabakanbau zu leben. So schlug Blomefield seinen Arbeitern vor, Steinskulpturen zu meißeln.
Zur ersten Generation moderner Bildhauer, die während jener Zeit ihre Kunst entwickelte, zählen vor allem Henry Munyaradzi, Bernard Matemera, Nicholas Mukomberanwa, Fanizani Akuda, Enos Gunja, Edward Chiwawa und Sylvester Mubayi. Auf ihrer ersten Ausstellung 1968 in der National Gallery of Zimbabwe in Harare wurden bereits sämtliche Werke verkauft.
In der zweiten „Generation“ ragen die Söhne Henry Munyaradzis, Mike M., und Nicholas Mukomberanwas, Lawrence M., hervor; beide sind Vorstandsmitglieder der Künstlervereinigung Friends Forever, der sich viele Bildhauer und Bildhauerinnen wie die international erfolgreiche Colleen Madamombe angeschlossen haben. Auch der taubstumme Godfrey Kututwa aus Chitungwiza bei Harare zählt hierzu; er ist Schüler von Claud Nyanhongo, dessen künstlerische Aktivitäten sich ebenfalls auf mehrere Söhne und Töchter übertragen haben.
Als „dritte Generation“ der simbabwischen Bildhauerbewegung bezeichnet man unter anderem die jüngeren Söhne und Töchter Nicholas Mukomberanwas, Taguma, Ennika und Netsai in Ruwa sowie den jungen Kapenda Tembo, Itai Nyama und viele andere. Insgesamt arbeiten in Tengenenge, Ruwa, Guruve und anderen Orten inzwischen weit über 300 Künstler; zahlreiche Galerien verbreiten ihre Werke weltweit.
Diese Kunst ist heute im Museum of Modern Art in New York City ebenso zu finden wie im Pariser Musée Rodin und in anderen großen Museen der Welt. Auf der Biennale in Venedig erhielten die Künstler Simbabwes einen eigenen Pavillon, an der Expo 92 in Sevilla und der Expo 2000 in Hannover nahmen sie ebenfalls teil.
Obwohl der Begriff „Shona“ eine ganze Gruppe von Völkern in und außerhalb von Simbabwe bezeichnet und auch Künstler aus anderen Ethnien als Steinbildhauer im Lande arbeiten, spricht man generalisierend häufig von Shona-Skulpturen.
Sculpture Prize: Seit 2002 findet im zweijährigen Rhythmus ein Bildhauer-Wettbewerb statt, bei dem die Preisträger des Kristin Diehl Sculpture Prize ermittelt werden. Unter der Schirmherrschaft der deutschen Botschaft, des Goethe-Instituts und – ehemals – mit Hilfe des Deutschen Entwicklungsdienstes (DED) wird der Wettbewerb in Harare durchgeführt.

#### Malerei
- Ein bedeutender Maler und Poet der Gegenwart ist Victor Mavedzenge.

#### Musik
Zu den bekanntesten zeitgenössischen Musikern Simbabwes zählen Thomas Mapfumo, die 2023 gestorbene Stella Chiweshe sowie der 2019 gestorbene Oliver Mtukudzi. Auch die Bhundu Boys haben Musik aus Simbabwe in Europa bekannt gemacht, ebenso wie die Band Mokoomba, die eine Mischung aus Afropop, Funk und Reggae spielt.

#### Sport

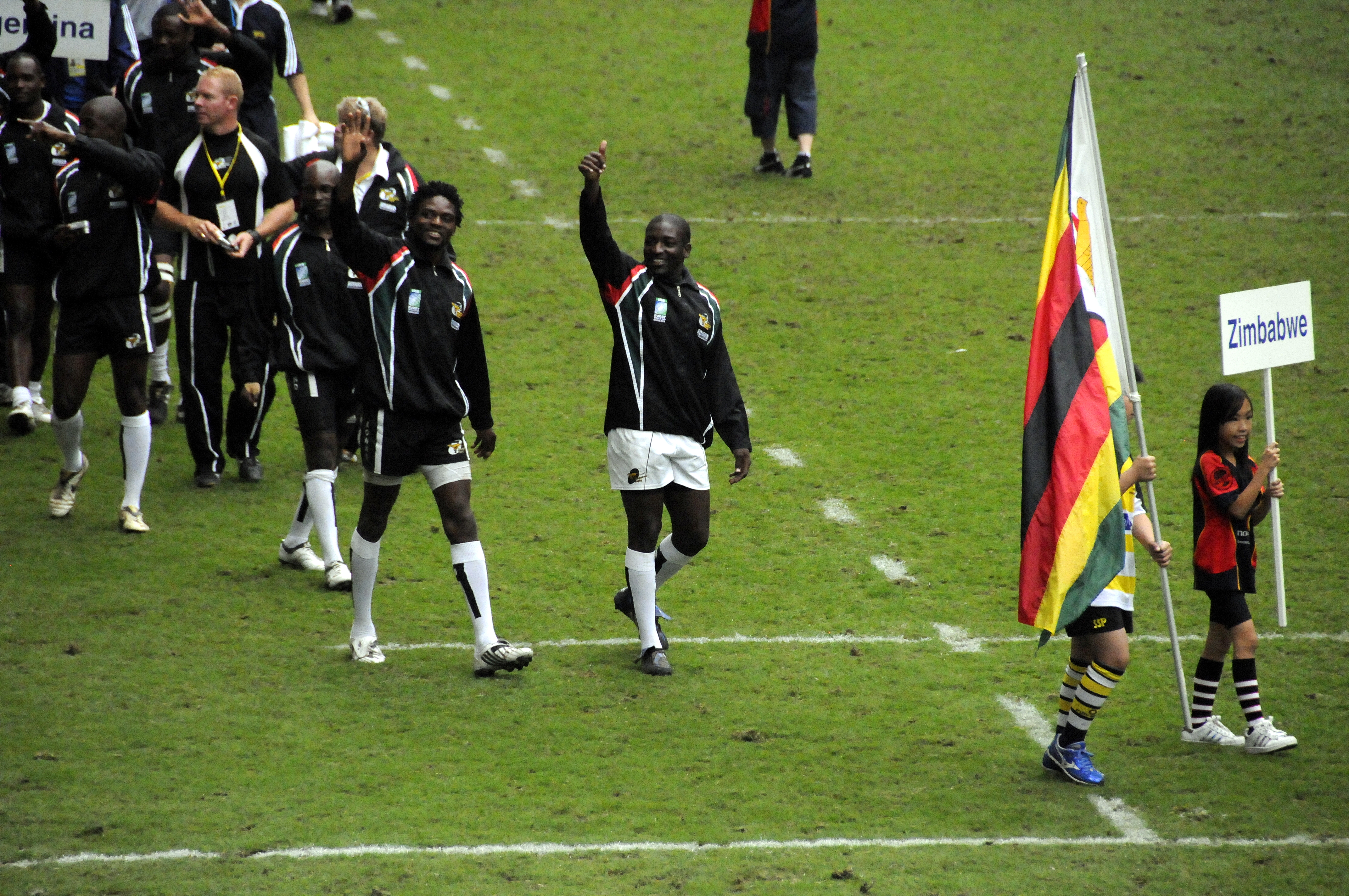
Die Simbabwische Siebener-Rugby-Nationalmannschaft bei den Hong Kong Sevens 2009

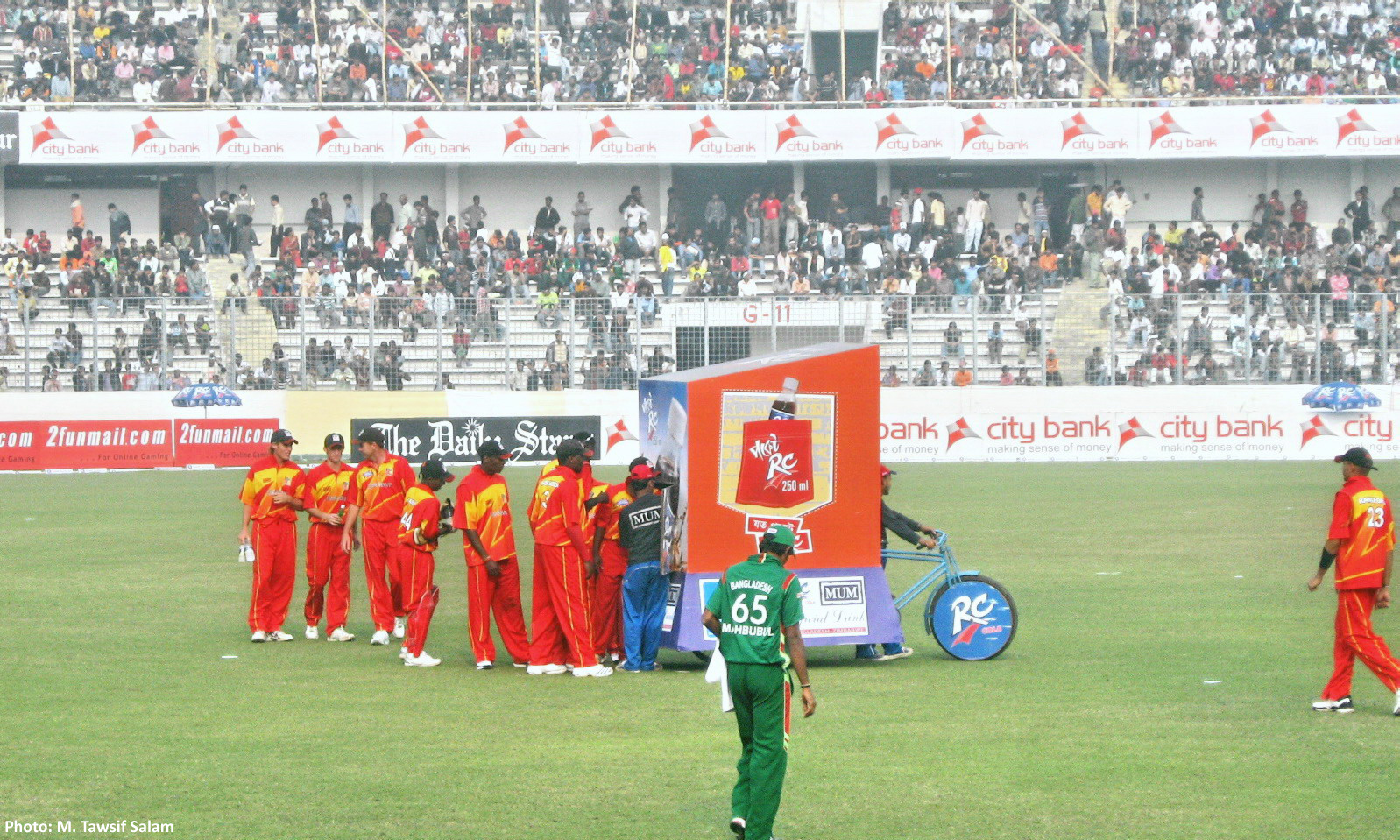
Die Simbabwische Cricket-Nationalmannschaft im Sher-e-Bangla National Cricket Stadium in Dhaka bei einer Trinkpause während des ODIs gegen Bangladesch 23. Januar 2009

Cara Black (mit ihrer US-amerikanischen Doppelpartnerin Liezel Huber) sowie Kevin Ullyett (mit Jonas Björkman, Schweden) gehörten in den Tennis-Doppelwettkämpfen zur Weltspitze. Noch bekannter ist allerdings die Ausnahmeschwimmerin Kirsty Coventry, die nach ihren Olympiasiegen 2004 und 2008 zur Volksheldin und Hoffnungsträgerin für ihr Land avancierte.
Die populärste Mannschaftssportart ist Fußball. Die simbabwische Fußballnationalmannschaft, die erst ab 1980 an internationalen Wettbewerben teilnehmen konnte, qualifizierte sich hingegen für die Afrikameisterschaften 2004, 2006, 2017, 2019 und 2022. Im Ausland bekannt ist der in Südafrika spielende Benjani. Der ehemalige Fußballnationaltorwart Bruce Grobbelaar spielte in den 1980ern und frühen 1990ern für den englischen Top-Club FC Liverpool, mit dem er zahlreiche Titel gewann.
Nach Fußball sind Cricket und Rugby Union weitere beliebte Sportarten. Bereits 1895 wurde der Rugbyverband Rhodesia Rugby Football Union gegründet. Die Rugby-Nationalmannschaft qualifizierte sich für die ersten beiden Rugby-Union-Weltmeisterschaften 1987 und 1991, seitdem scheiterte man jedoch in den Qualifikationen. Simbabwe ist einer der Teilnehmer bei der Rugby-Union-Afrikameisterschaft und trifft dort auf andere aufstrebende Nationalmannschaften. Dort wurde man 2012 und 2024 Afrikameister sowie dreimal Vizeafrikameister. Ein bekannter simbabwischer Rugbyspieler, der für Südafrika spielt, ist Tendai Mtawarira.
Die Cricket-Nationalmannschaft ist eine von aktuell zwölf Test-Cricket Nationen und qualifizierte sich von 1983 bis 2015 für jeden Cricket World Cup, seitdem scheiterte man jedoch in den Qualifikationen. Außerdem war man 2003 Co-Gastgeber mit Südafrika und Kenia. Im November 2021 wurde Simbabwe zusammen mit Namibia und Südafrika zum Gastgeber des Cricket World Cup 2027 ernannt. Bekannte simbabwische Cricketspieler sind Andy Flower und Brendan Taylor.
Special Olympics Simbabwe wurde 1987 gegründet und nahm mehrmals an Special Olympics Weltspielen teil.
Kirsty Coventry aus Simbabwe ist die erste Frau an der Spitze des Internationalen Olympischen Komitees (IOC). Auf der 144. IOC-Session im griechischen Costa Navarino wurde am 20. März 2025 die 41-jährige ehemalige Goldmedaillen-Gewinnerin im Schwimmen bereits im ersten Wahlgang zur Präsidentin gewählt.